# Mănăstirea Agapia
Mănăstirea Agapia (denumită și Mănăstirea Agapia Nouă pentru diferențiere de Schitul Agapia Veche) este o mănăstire ortodoxă de maici din România, situată pe valea pârâului Agapia, la o distanță de 9 km de orașul Târgu Neamț. Este amplasată în mijlocul unei păduri, la o distanță de 3 km de satul Agapia (județul Neamț). Este una dintre cele mai mari mănăstiri de maici din România, având 300-400 maici și aflându-se pe locul doi ca populație după Mănăstirea Văratec.
Mănăstirea a fost construită între anii 1641-1643. Arhitectura bisericii nu are un stil specific. Ceea ce conferă o deosebită valoare acestui monument sunt frescele pictate de Nicolae Grigorescu în perioada 1858-1861.
Ansamblul Mănăstirii Agapia a fost inclus pe Lista monumentelor istorice din județul Neamț din anul 2015, având codul de clasificare  NT-II-a-A-10627 și fiind alcătuit din următoarele 7 obiective:
- Biserica „Sf. Voievozi” - datând din secolul al XVII-lea și având codul NT-II-m-A-10627.01
- Paraclisul „Nașterea Maicii Domnului” - datând din 1864 și având codul NT-II-m-A-10627.02
- Biserica de lemn „Sf. Ioan Bogoslov” - datând din 1821 și având codul NT-II-m-A-10627.03
- Chiliile - datând din secolele XIX-XX și având codul NT-II-m-A-10627.04
- Construcțiile din incintă - datând din secolele XIX-XX și având codul NT-II-m-A-10627.05
- Turnul clopotniță - datând din 1823 și având codul NT-II-m-A-10627.06
- Bolnița de lemn „Adormirea Maicii Domnului” - datând din 1780 și având codul NT-II-m-A-10627.07

La acestea se adaugă și Casa scriitorului Alexandru Vlahuță (o chilie în care locuia scriitorul când venea în vizită la mănăstire), transformată în 1966 în muzeu memorial. Ea datează din 1885 și are codul NT-II-m-B-10628.

## Istoric

### Ctitorirea mănăstirii

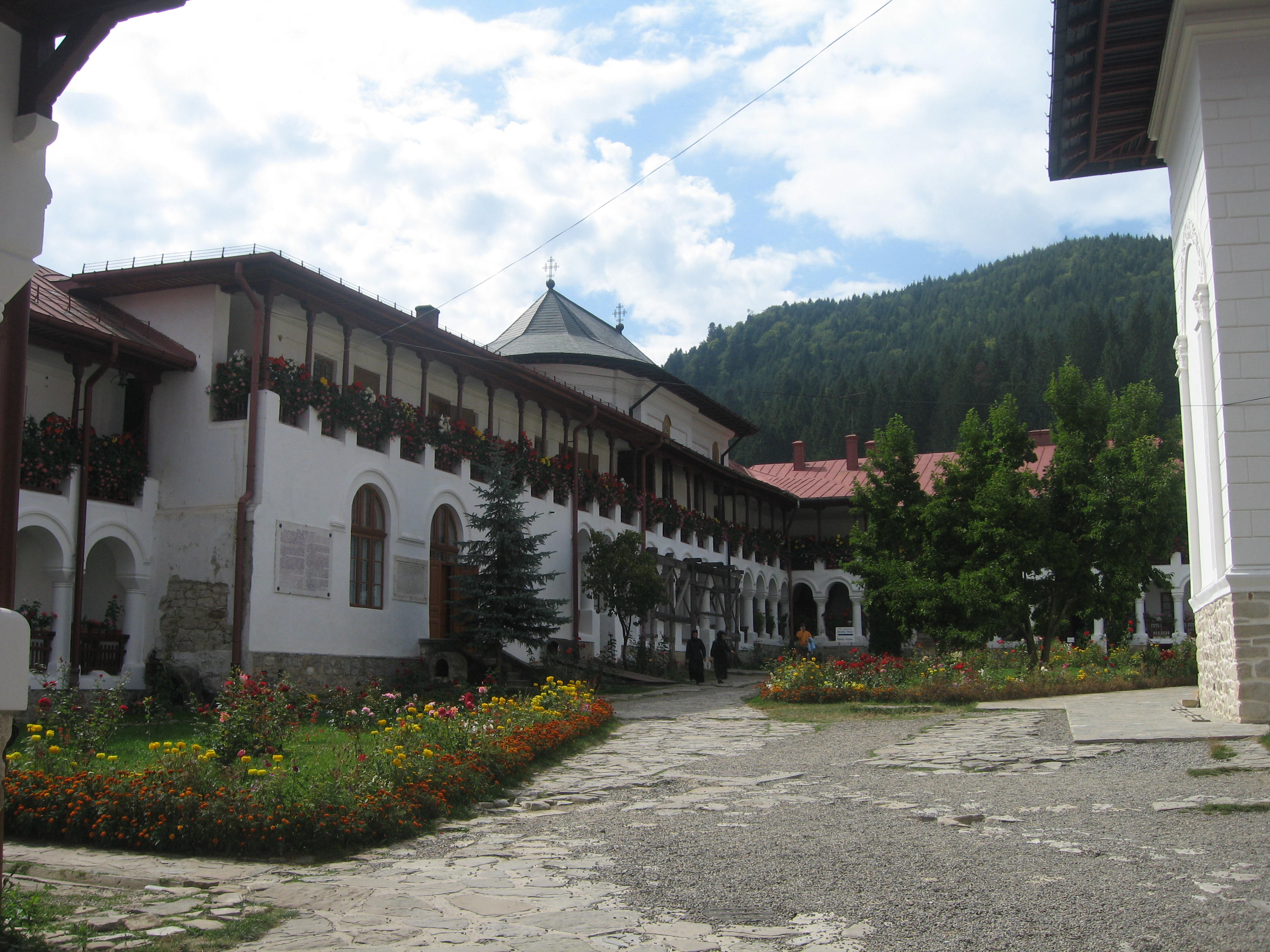
Curtea interioară a Mănăstirii Agapia (chilii).

Istoria Mănăstirii Agapia este strâns legată de istoria Schitului Agapia Veche sau Agapia din deal. Denumirea de Agapia provine de la sihastrul Agapie care s-a nevoit în poiana unde se află astăzi Mănăstirea Agapia Veche. Deoarece mănăstirea din deal era greu accesibilă, după anul 1600 unii călugări s-au stabilit aici și au construit o biserică de lemn.
Ctitorul Mănăstirii Agapia din Vale sau Agapia Nouă este hatmanul Gavriil Coci, fratele domnitorului Vasile Lupu (1634-1653). El a construit Biserica cu hramul „Sf. Voievozi Mihail și Gavriil” în perioada 1641-1643, după planurile arhitectului Enache Ctisi de la Constantinopol. Lăcașul de cult a fost sfințit la 12 septembrie 1646 de mitropolitul Varlaam Moțoc al Moldovei, înconjurat de un mare sobor de preoți și călugări, în prezența domnitorului Vasile Lupu.

Deasupra ușii de intrare în biserică, de pe latura sudică, se află o pisanie cu următorul text în limba slavonă: 
„În numele Tatălui și al Fiului și al Sfântului Duh, iată eu robul lui Dumnezeu, Gavriil hatmanul și Doamna Liliana, am făcut și am înzestrat această mănăstirea Agapia din nou, în zilele binecredinciosului și de Hristos iubitorului Domn Vasile Lupu Voievod. Și s-a început zidirea în anul 7150 octombrie 16 zile și s-a săvârșit în 7152 septembrie 3 zile și s-a sfințit în 7155 septembrie 12.”
În cei trei ani scurși de la zidire până la sfințirea bisericii, ctitorii au construit careul de chilii care însoțesc zidul de incintă, împreună cu turnul-clopotniță din piatră și granit de pe latura de răsărit. Atât ctitorii, cât și domnitorul au înzestrat mănăstirea cu mai multe moșii, mari sume de bani, cărți de cult, broderii și numeroase odoare sfinte. Hrisoavele și uricele din secolele următoare consemnează noi danii de moșii, sate, vii, iazuri, mori, prăvălii și sălașe de țigani robi făcute către mănăstire.
Invaziile cotropitorilor au avut urmări dezastruoase pentru mănăstire. De mai multe ori călugării au fost siliți să se refugieze în munți sau să treacă munții în Transilvania, lăsând mănăstirea pustie. Menționăm doar atacurile turcilor și tătarilor din 1671-1672, când mănăstirea a fost avariată; jefuirea Agapiei de către tătari în iarna anului 1674-1675; prădarea mănăstirii de către poloni în 1680, care au transformat biserica mare în grajduri de cai sau avarierea mănăstirii de către oștenii regelui Sobieski în perioada 1689-1693.

### Mănăstire de maici

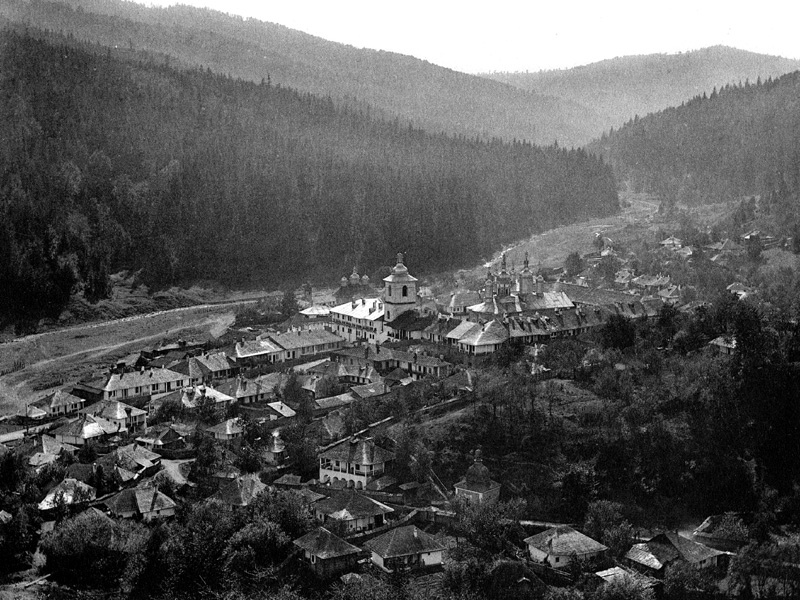
Mănăstirea Agapia - fotografie de epocă din perioada 1901-1904. A fost realizată de Alexandru Antoniu (1860-1925) și publicată în "Album general al României: compus din 300 tablouri reprezentînd monumentele istorice și contimporane, posițiuni pitoresci, Domeniul Coroanei și costume naționale cu descrierea istorică și pitorească" (Dresden, C. G. Röder, 1901-1904).

Până la începutul secolului al XIX-lea, Agapia a avut obște de călugări. În anul 1803, dorind să înființeze un Seminar de preoți la Mănăstirea Socola din Iași, mitropolitul Veniamin Costache al Moldovei a dispus ca cele vreo 50 de maici de la Socola să se mute la Mănăstirea Agapia. Printr-un hrisov domnesc al lui Alexandru Moruzi, Mănăstirea Agapia a devenit mănăstire de maici. Cu acest prilej, a fost înființată o școală pentru călugărițe, unde să învețe psaltichie, limba greacă, precum și meșteșugul broderiei și țesătoriei. Ca stareță a fost numită maica Elisabeta Costache, sora mitropolitului.

La 16 septembrie 1821, în timpul domniei lui Mihail Suțu al II-lea (1819-1821), complexul monahal a fost devastat și incendiat de turci. Pe latura nordică a bisericii se află o pisanie în limba română cu caractere chirilice cu următorul text: 
„Această sfântă mănăstire au pătimit primejdii cu arderea focului, atât înlăuntrul cât și afară, despre turci, la tulburarea ce s-a urmat în anul 1821, la septembrie 16 zile, atât chiliile înăuntru, cât și pe afară dimprejur. Iară în anul 1823, în zilele prea înălțatului domn Ioan Sandu Sturza Voievod, prin blagoslovenia Prea Sfințitului Mitropolit al Moldovei, Chirio Chir Veniamin Costache, și prin osârdia și sârguința surorii Preasfinției Sale maica Elisabeta schimonahia, stareța acestei sfinte mănăstiri, s-au meremetisit și s-au tencuit, atât înăuntru cât și înafară și s-au și acoperit din veniturile mănăstirii și ajutorul creștinilor. Drept aceasta, spre veșnica pomenire a acelor ce s-au ostenit și au ajutat și spre aducerea aminte de primejdia ce s-au întâmplat, s-au însemnat pe această piatră, anul 1823, iunie 30.”
 Lucrările din anii următori au refăcut complexul monahal și a fost supraînălțat turnul clopotniță.
În anul 1847, pe latura de sud a incintei, la etaj, a fost amenajat un paraclis cu hramul Nașterea Maicii Domnului și Duminica Tuturor Sfinților. Paraclisul a fost sfințit la 31 august 1847, iar catapeteasma sa a fost adusă de domnitorul Mihail Sturdza (1834-1849) de la Mănăstirea Bisericani.
Între anii 1858-1862, în timpul stăreției maicii Tavefta Ursache, s-au efectuat lucrări de reparații și de extindere a bisericii: au fost desființate zidurile interioare dintre naos și pronaos și dintre pridvor și pronaos, s-au mărit golurile ferestrelor, au fost adăugate la sudul altarului un diaconicon și la nordul altarului un proscomidiar, iar în partea de vest a fost prelungit pridvorul încoronat de un fronton în stil clasic. Biserica a avut de atunci trei turle: s-au adăugat câte o turlă deasupra pridvorului închis și a altarului, alături de cea a Pantocratorului.
Maica Tavefta l-a adus pe pictorul Nicolae Grigorescu, pe atunci în vârstă de numai 20 ani, pentru a picta pereții interiori ai bisericii (1858-1861). Cu ocazia acestor reparații, biserica a fost înzestrată cu mobilier înnoit, lucrat la Viena și Paris. Biserica a fost resfințită la 25 ianuarie 1862 de către arhiereul Calinic Miclescu de Hariopoleos.
Cu acel prilej, pe peretele vestic al pronaosului a fost pictată o lungă inscripție:
"Așa cum istoria acestei S:Monastiri Agapia încredințeazâ: Câ biserica dela Agapia Vechie, este ziditâ pe la Anul 7095 [1583] de Domnul PETRU IV. V:V:D. celu zisu schiopul. Cu tote aceste din Documente puține însâ ce sar mai pute afla în archiva Monastirei, din cauza a mai multe triste evenemente ce sau petrecutu, precum: resbelu, revoluții și mai cu osebire la Anul 1821, când a arsu Monastirea, sa întâmplatu însemnatâ pierdere din Documente și odorâle Monastirei; Totuși se știe fârâ îndoialâ câ Monastirea Agapia este fondatâ în timpurile cele mai antice a înființârei Tagmei monahicesci. 
57 de Ani dupâ ce a fostu ziditâ Biserica din dealu Agapia vechie, sau începutu zidirea Bisericei acesteia Cathedrala care sâ vede și astâdi în Monastirea Agapia din vale de Hatmanul GAVRIIL fratele lui VASILIE LUPU V:V:D. și Domna LILIANA cu hramul S:Voevozi Mihail și Gavriil. Sâvîrșindu zidirei acestei Biserici au sfințito la Anul 7151 [1644] Septemvrie în 3 zile, precum încredințedâ Inscripția aflătore pe fațada despre Miaza zi [în litere Sârbesci], zidindu chilii de lâcuințâ în jurul Bisericei, încunjurînd Monastirea cu zidu, au înzestrato și cu moșii spre înlesnirea viețuirei monahiloru. Au petrecutu monahi în acestâ monastire pânâ la Anul 1805, când au eșitu Monachi [câlugâri] și sau înlocuitu cu Monahii [Câlugârițe], făcânduse acestă schimbare prin hrisovul Domnului ALESSANDRU MORUZ V:V:D. La Anul 1821 Septemvrie acestă Bisericâ și Monastirea au suferitu gre întâmplare cu arderea focului despre Turci, reparanduse dupa aceia Biserica și chiliile la Anul 1825, precum se aratâ prin Inscripția fațadei despre Miaza nopte.
Despre ce mai din urmâ reparație a acestei Biserici. 
La Anul 1858 sa fâcutu o reparație radicalâ în lâuntrul Bisericei și anume: Sau mâritu ferestrele în proporția ce se vedu, sa fâcutu de iznovâ din temelie Proscomedia, sa înâlțatu vesmînteria vechia în proporția Bisericei, sa deschis colona ca sâ vede formânduse pe 4 stîlpi de piatrâ cu legâturi de fieru, luânduse pridvorul vechiu înlâuntrul Bisericei, sa fâcutu mormîntul Ctitoriloru - de piatrâ sculpatâ, sa fâcut din nou pridvorul [antretul Bisericei] desupra câruia veșmîntăria noâ, sau tencuitu din nou pâreții înlâîntru și pe din afarâ imitânduse în formâ de piatrâ sculpatâ, iară înlâîntru sa zugrăvitu peste totu [colore lucrate în oleiu] cu ornamente și tablouri religiose din Istoria, sfînta de câtra Pictorul N:GRIGORESCU. Asemene Catapetesma din nou sau fâcutu poleitâ și zugrâvitâ, Stranele și parchetul din nou, Strana pentru S:Icona de fieru și poleitâ, precum și Anvonul de fieru poleitu pârți și alte amenunțimi de înbunâtâțire în lâuntrul Bisericei, care tote sau fâcutu cu cheltuialâ din venitul Monastirei. Osebire: Sculpatul Catapetesmei. Strana Sfintei Icone, Anvonul, Policandrul cel mare comisionatu la Viena calitate de fieru lucratu cu auru în focu și înbrâcatu cu cristalu, Candelabrele dela Icoanele împerâtesci de bronzu lucrate în focu comisionate la Paris, Argintârii și alte obiecte objecte de înbunâtâțire și înfrumsețare au contribuitu mai multe Persone ce se vedu în condica fâcâtorelor de bine. Fâcânduse acestâ radicalâ reparație și objectele prescrise mai susu, prin rîvna și osîrdia SFINȚIEI SALE SHIMONAHIA, TAVIFTA URSACHE, ARHIMANDRITA și STARIȚA Sfintei Monastiri Agapia. Incepânduse zisa reparație la Annul 1858, în vremea câimâcâmiei Prințului Vogoridi, și Innaltu Pre Sfințitului Mitropolitu al Moldaviei D:D: Sofronie Miclesco. Terminânduse reparația la Anul 1862, în zilele Innâlțimei Sale Domnitorului, ALESSANDRU IOAN I, CUZA V:V:D. Fiind vacantu Scaunul Sfintei Mitropolii a Moldaviei, iarâ Loco-țiitoriu Archiereul Chesarie Sinadon. Fâcânduse înnoirea Bisericei de PREA SFINȚITUL ARCHIEREU CALINIC MICLESCO HARIOPOLEOS, La Anul 1862 Januariu în 25 zile."
De asemenea, au fost renovate chiliile din incintă și biserica Mănăstirii Agapia Veche. În mănăstire au fost organizate o școală de patru clase pentru surorile tinere, ateliere de covoare și broderii, precum și o școală de pictură bisericească unde a predat Nicolae Grigorescu. În anul 1873, stareța Tavefta a îmbrăcat icoanele din catapeteasmă în argint, precum și icoana Maicii Domnului făcătoare de minuni.
La 23 iulie 1903, un nou incendiu a produs pagube mănăstirii: au ars chiliile din incintă, clopotnița, acoperișul bisericii mari și 16 case din afara incintei. Biserica a fost reparată la începutul secolului al XX-lea, dar i s-a păstrat numai turla de pe Pantocrator, celelalte două turle nemaifiind reconstruite. Paraclisul a fost refăcut pe cheltuiala prințesei Raluca Sturza. Pictura bisericii a fost acoperită de fum și funingine și astfel, în octombrie 1928, profesorul I.D. Ștefănescu, ajutat de ieromonahii Vichentie Malău și Ghervasie Hulubariu, a curățat picturile lui Nicolae Grigorescu.

### Lucrări de reabilitare
Între anii 1961-1965, Mitropolia Moldovei și Sucevei a efectuat lucrări ample de consolidare, protecție și renovare a bisericii și a clădirilor din jurul ei. Atunci s-a reparat șarpanta din lemn a bisericii mari și s-a înlocuit învelitoarea cu tablă din cupru. Paraclisul Nașterea Maicii Domnului a fost pictat în frescă în 1968-1969 de către profesorul Neculai Stoica, iar un an mai târziu un colectiv de pictori restauratori (ieromonah Firmilian Ciobanu, arhimandrit Sofian Boghiu, Gh. Trășculescu și Gh. Zidaru) au curățat de fum picturile murale ale lui Nicolae Grigorescu din Biserica „Sf. Voievozi”.
Cu acel prilej, pe peretele vestic al pronaosului a fost pictată următoarea inscripție: 
"Minunata zugrăveală a acestui sfânt locaș de rugăciune a fost acoperită de fum și de funingine în urma focului care a pustiit încăperile din incinta mănăstirii în luna Iulie anul 1903. 
Iar în luna Octombrie 1928, cu încuviințarea I.P. Sfințitului Mitropolit Pimen al Moldovei și Sucevei, Stareța mănăstirii fiind maica arhimandrita Epraxia Macri; au fost scoase de sub vălul de întunerec și luminate icoanele marelui pictor N. Grigorescu de către Profesorul I.D. Ștefănescu ajutat de părinții ieromonahi Vichentie Malău și Ghervasie Hulubariu și de maici din soborul mănăstirii.
În anul 1970, sub păstoria I.P.S. Dr. Iustin Moisescu, Mitropolitul Moldovei și Sucevei, pictura acestei sfinte biserici a fost curățită și restaurată, respectîndu-se cu desăvîrșire opera pictorului N. Grigorescu. Lucrările s-au făcut în timpul stăreției monahiei Eustochia Ciucanu, de către pictorii: ierom. Firmilian Ciobanu, arhim. Sofian Boghiu și Ghe. Trăculescu, fiind plătiți din fondurile mănăstirii. Totodată au fost curățite și restaurate gratuit, icoanele tîmplei, de către pictorul Ghe. Zidaru."
În anul 1992, prof. ing. Alexandru Cișmigiu a efectuat o expertiză tehnică a Bisericii "Sf. Voievozi", în care s-a precizat necesitatea efectuării de lucrări urgente pentru consolidarea construcției și salvarea picturii parietale.
Ca urmare a agravării avariilor și degradărilor la complexul mănăstiresc, stavrofora Olimpiada Chiriac, stareța mănăstirii, a intervenit în anul 1995 pentru introducerea Ansamblului monument istoric Mănăstirea Agapia (biserica mare, clădirile de incintă, casele chilii din satul monahal, celelalte edificii de cult) în programul național de restaurare. În perioada mai-iulie 1995 au fost efectuate studii preliminare aprofundate sub coordonarea dr. ing. Vasile Dascălu pentru a se elabora o documentație care să fundamenteze necesarul de fonduri de finanțare pentru salvarea monumentului. Au fost întocmite planuri topometrice, un studiu geotehnic complex, relevee, investigații la fundații și la pereți, urmărirea nivelului hidrostatic în foraje etc. Studiile efectuate au constatat că ansamblul Mănăstirii Agapia se află într-o "stare gravă de avarie". Aceasta se manifesta prin reducerea nivelului apei freatice față de sol, inundarea fundațiilor (la adâncimea de circa 0,90 m) și a beciurilor, degradarea zidurilor și evoluția progresivă a igrasiei în pereții bisericii și a clădirilor din incintă, alunecări de teren. Biserica "Sf. Voievozi" prezenta degradări importante la turlă, precum și fisuri și crăpături în zidărie. Ca urmare a faptului că erau amplasate pe taluz înclinat (teren în pantă) și apa de pe platforma incintei se scurgea pe acolo, clădirile de pe latura de sud au fost grav avariate în partea centrală, fiind prăbușită zona în care funcționase trapeza mănăstirii și beciurile din subsolurile aferente - extinse pe latura de sud pentru depozitare.
Cauzele acestei stări de degradare erau multiple:
- sistemul de drenuri nu mai era funcțional, el fiind colmatat, iar apele din precipitații (în special torenții de pe versant) nu mai erau captate și evacuate din zona monumentului;
- sistemul de canalizare pluvială era degradat și subdimensionat și nu mai făcea față;
- instalațiile de alimentare cu apă și cele de canalizare erau degradate, având pierderi de apă.

Nivelul extrem de ridicat al pânzei freatice, fenomenele de îngheț-dezgheț repetat, cutremurele din 1977, 1986 și 1990 au dus la apariția de crăpături la nivelul fundațiilor, al pereților din zidărie, al aregiunilor de naștere a bolților și arcelor de la nivelul turlei și a celorlalte elemente structurale componente. Topirea zăpezilor și ploile torențiale (frecvente în acea zonă) agravau crăpăturile din ziduri. A fost elaborat un studiu de fezabilitate care a fost avizat la 10 octombrie 1995. Prin Hotărârea de Guvern nr. 896 din 8 noiembrie 1995, s-a aprobat finanțarea începerii lucrărilor de punere în siguranță a monumentului. A fost elaborat astfel un proiect tehnic. Lucrările s-au derulat în perioada 1995-2008, perioada de execuție fiind prelungită din cauza finanțării discontinue și insuficiente a lucrărilor.
Pe baza expertizei tehnice efectuate de prof. ing. Alexandru Cișmigiu , au fost efectuate ample lucrări de consolidare și reabilitare a bisericii și a clădirilor din incintă, fiind corectate unele deficiențe structurale și refăcută pictura. De asemenea, au fost efectuate lucrări de corectare a torenților, s-a executat un dren în jurul bisericii și unul exterior, s-a refăcut canalizarea menajeră și canalizarea pluvială din incintă, s-au refăcut rețelele de alimentare cu apă, au fost consolidate fundațiile bisericii. S-au realizat intervenții și la clădirile de incintă, în special pentru corpul de sud-est și de sud-vest: s-au consolidat fundațiile, s-a consolidat și restaurat aripa de est a corpului de chilii etc. Majoritatea intervențiilor la clădirile din incintă au necesitat lucrări pregătitoare de eșafodare. Lucrările au fost efectuate de SC Construcții Unu Iași, fiind conduse de ing. Alexandru Marian (directorul firmei) și ing. Adrian Cociorvă (șeful de șantier).

### Situația mănăstirii în prezent
Pe lângă Mănăstirea Agapia funcționează singurul seminar de fete din zona Moldovei, Seminarul Teologic Monahal „Sfânta Cuvioasă Parascheva”, înființat în vremea patriarhului Justinian Marina.
De asemenea, în afara incintei se află peste 100 de case călugărești construite în stilul caselor de la munte, precum și două biserici de lemn: Biserica Adormirea Maicii Domnului (în partea de sud) și Biserica Sf. Ioan Bogoslovul (în cimitirul aflat în partea de nord).
De-a lungul timpului, Mănăstirea Agapia a fost condusă de către starețele Elisabeta Costachi (1803-1834), Tavefta Ursache (1858-1883), Elisabeta Cerchez, Epraxia Demi (1904-1926), Epraxia Macri (1926-1940), Agafia Velase (1940-1950), Eustochia Ciucanu (1960-1992)
și Olimpiada Chiriac, iar printre duhovnicii săi s-a numărat protosinghelul Nicodim Măndiță (1935-1945, 1962-1975). La această mănăstire s-a retras și mitropolitul Irineu Mihălcescu al Moldovei în perioada 1947-1948.

## Complexul mănăstiresc
Mănăstirea Agapia este situată pe valea pârâului Agapia, fiind străjuită de dealurile Muncelu, Ciungi, Bogoslov și Dealul Crucii. Complexul mănăstiresc cuprinde bisericile „Sf. Voievozi”, „Adormirea Maicii Domnului”, „Sf. Ioan Bogoslovul” și paraclisul „Sf. Nicolae”, clădirile de incintă și satul mănăstiresc alcătuit din 141 de case monument istoric, între case și casa memorială „Al. Vlahuță”. Ansamblul mănăstirii Agapia are o suprafață de peste 50 ha, din care 35 ha curți și clădiri.
Mănăstirea Agapia este formată dintr-o incintă alcătuită din clădiri pe două nivele, având un cerdac larg, care se desfășoară de jur-împrejurul bisericii. Pe latura de est se află un turn clopotniță cu două etaje, având la primul etaj o prispă continuă cu arcade elegante și coloane de lemn dispuse în linie.
Pe latura sudică a incintei se află Paraclisul „Nașterea Maicii Domnului”. În paraclis se află vechea catapeteasmă cu picturi din secolul al XVIII-lea a Paraclisului „Sf. Gheorghe” de la Mănăstirea Bisericani.

### Biserica „Sf. Voievozi”

#### Arhitectură

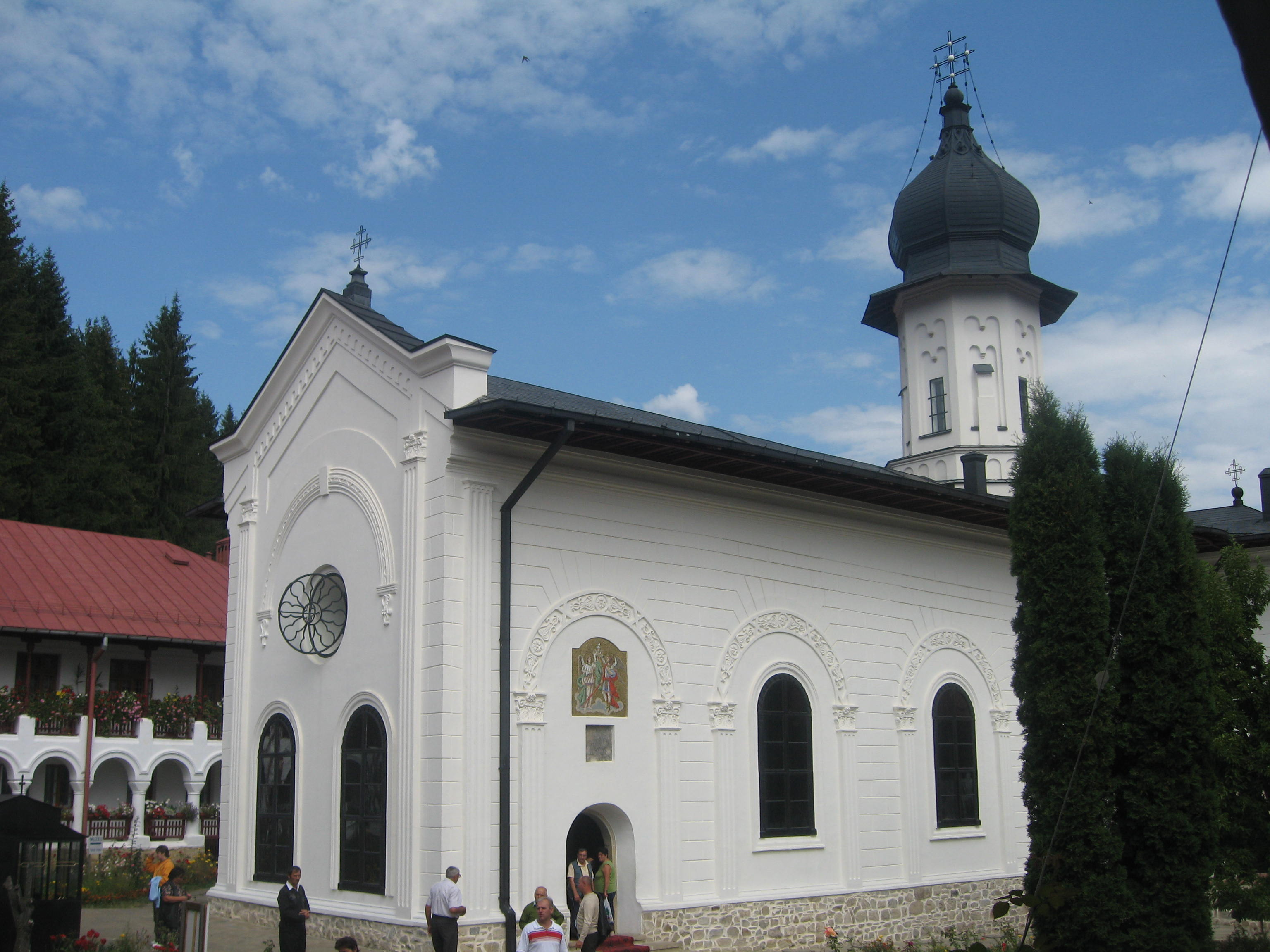
Biserica „Sf. Voievozi”.

Principalul element al complexului este Biserica „Sf. Voievozi”, care are plan triconc. Edificiul este construit pe temelie de piatră brută, cu ziduri din piatră și cărămidă de o grosime impresionantă. El are abside semicirculare, la care au fost adăugate ulterior un diaconicon la sud și un proscomidiar la nord. Lăcașul de cult are un acoperiș cu o înclinație redusă, acesta fiind străpuns de o turlă octogonală aflată deasupra naosului.
Biserica are fațade în stil neoclasic și este tencuită în asize mari cu mortar de var alb. Soclul este rostuit. Fundațiile sunt alcătuite din zidărie de piatră brută (bolovani) cu mortar de argilă. Peretele vestic este delimitat longitudinal de doi pilaștri corintici, având la partea superioară un fronton cu arcaturi în plăci de ghips cu motive florale. Sub arcaturi se află dispuse o fereastră în formă de rozetă și două ferestre largi cu decorații de factură neoclasică. Zidurile sunt susținute de trei contraforturi, două în dreptul naosului (unul pe latura sudică și unul pe latura nordică, a căror bază sprijină în interior arcul principal al naosului) și un picior de contrafort în axul absidei altarului.
În interior a fost eliminat zidul de mare grosime care separa pridvorul inițial de pronaos, el fiind înlocuit cu trei arce care se sprijină pe două rânduri de coloane dorice masive.

#### Iconografie

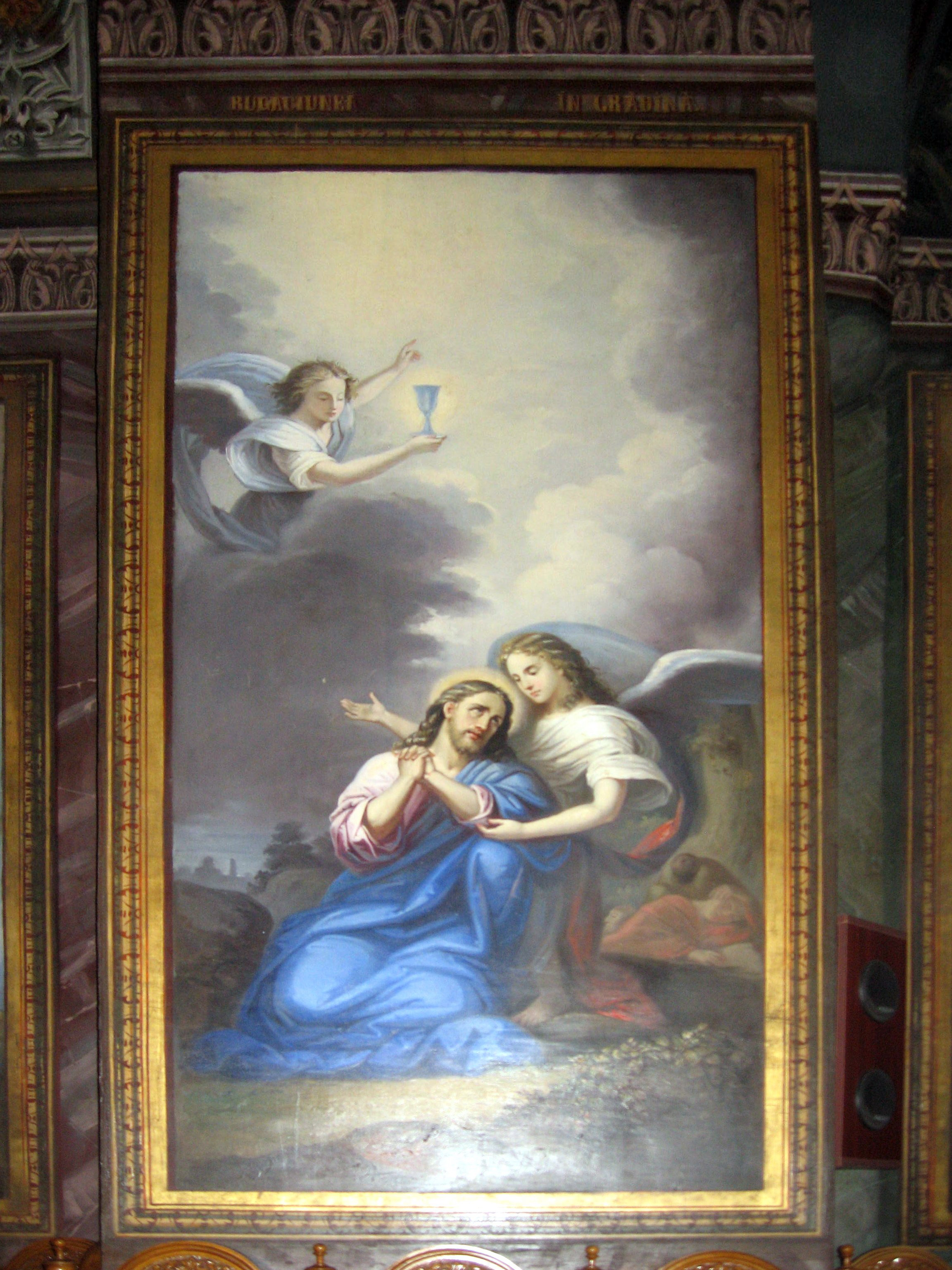
Iisus rugându-se în grădina Ghetsimani - pictură de Nicolae Grigorescu.

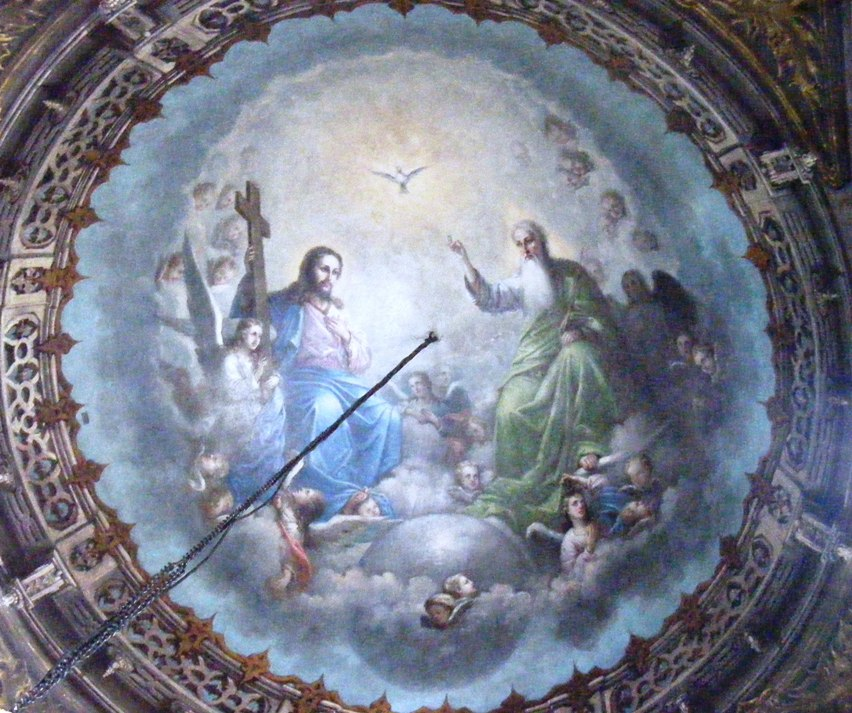
Sfânta Treime - pictură de Nicolae Grigorescu.

Mănăstirea Agapia este renumită pentru pictura interioară a bisericii, operă a celebrului pictor român Nicolae Grigorescu (1838-1907).
Petrecând iarna în Munții Neamțului și nevoit să-și câștige singur traiul, pictorul se va înțelege cu un negustor din Piatra Neamț să-i pună la loterie (o practică frecventă la acea vreme) una dintre cele mai reușite icoane și s-o expună în vitrină, ceea ce avea drept consecință un adevărat succes. O altă icoană o trimite Taveftei Ursache, stareța Mănăstirii Agapia, pe care o cunoscuse cu prilejul bolii lui Iosif Gheorghian (dintr-o altă versiune reiese că stareța ar fi avut ocazia să vadă chiar lucrarea expusă la loterie). Frumusețea icoanei și renumele de care se bucura Grigorescu în calitate de meșter zugrav o determină pe aceasta să-i încredințeze decorarea murală a întregii mănăstiri, care avea o suprafață de aproape 2.000 de metri pătrați, contra sumei de 2.000 de galbeni, și a „trei odăi de șezut”. Contractul a fost semnat la 2 aprilie 1858 și prevedea un termen de cel mult șase luni pentru terminarea lucrărilor. Tânărul își asuma o serie de îndatoriri speciale cum ar fi aceea de a zugrăvi icoanele de pe catapeteasmă „chiar cu mâna me” sau de a face icoanele împărătești pe o „tablă de aramă ce ni se va da de monastire” și își lua drept ajutoare pe meșterul italian Luis Girardelli, zugrav de ornamente, și pe fratele său Ghiță, cu care mai lucrase, de altfel, și în alte ocazii. Așa cum mărturisește artistul, sarcina pe care și-o asumase era foarte dificilă și de multe ori simțea nevoia unei evadări din presiunea muncii anevoioase și pentru a-și alunga tensiunea și oboseala în mijlocul binecuvântat al copacilor, al florilor și al oamenilor.
Se știe că Grigorescu a fost încă din tinerețe un „vânător” de priveliști, colindând uneori prin sate, văi și dealuri cât era ziua de lungă, în încercarea de a cuprinde cu privirea și apoi cu pensula cât mai mult din frumusețea peisajului românesc și de a cunoaște cât mai adânc sufletul omului simplu, trăind în mijlocul naturii, în acord cu ritmurile secrete ale trecerii anotimpurilor. În realizarea figurilor de sfinți, artistul s-a inspirat din chipurile țăranilor și țărăncilor din satele vecine, din cele ale călugărițelor de la mănăstire sau ale vizitatorilor. Istoricii de artă presupun că pictura murală „Proorocul Daniil” ar fi de fapt un autoportret al artistului.
Între anii 1858-1860, Grigorescu a pictat interiorul bisericii într-un stil laicizant realist inspirat din compozițiile vestiților pictori ai Renașterii: Tizian, Rafael Sanzio, Rembrandt, Bartolomé Murillo, Leonardo da Vinci etc. La Agapia, atât icoanele, cât și pictura murală, se dovedesc de o calitate superioară, rezultat al contactului, fie și indirect, cu arta marilor creatori din trecut, din care tânărul a știut să tragă învățăminte. Lucrate minuțios, cu multă siguranță și îndemânare, icoanele ating perfecțiunea tehnică, câteva dintre ele (Maica Domnului, Iisus) fiind catalogate drept opere capitale ale stilului neoclasic în arta românească.
În ceea ce privește pictura murală, s-a spus că vastele compoziții ce acoperă partea de deasupra pereților, bolțile, cupolele, pandantivii și arcurile ce separă diversele părți ale bisericii reprezintă o formă de artă nemaiîntâlnită la noi până atunci. Departe de a avea statutul unor reluări la dimensiuni mai mari ale scenelor ori ale icoanelor catapetesmei, ele tind să devină tablouri de importanța celor pe care artistul le studiase prin intermediul gravurilor. Tendința realistă în zugrăvirea chipurilor de sfinți este din ce în ce mai evidentă și Grigorescu lucrează în continuare după modele vii, ce-i oferă, după cum el însuși spune, „figura și atitudinea cerută”. În acest sens, i se recunoaște meritul de a fi adaptat stilul neoclasic la propria-i viziune, de a-i fi conferit o notă personală, de a-l fi „umanizat", de unde și marea deosebire față de pictura bisericească lipsită de viață a unui Constantin Lecca, Mișu Popp sau Gheorghe Tăttărescu.
Pe de altă parte, Nicolae Grigorescu a organizat, la rugămintea maicilor, o mică școală de desen, potrivit relatării stareței dintr-o scrisoare oficială.
Munca de pe schele a fost o vreme întreruptă, deoarece meșterul alerga zilnic în oraș pentru a se ține la curent cu mersul evenimentelor, iar când se întorcea, în loc de sfinți, realiza desene patriotice. După terminarea lucrărilor de la Agapia, dorința de a pleca la studii în străinătate a pus definitiv stăpânire pe sufletul artistului.

#### Necropolă
În pereții laterali ai bisericii, din pridvorul inițial (astăzi aflat în pronaos) se află o nișă cu ancadramente din piatră sculptată, unde au fost descoperite mormintele ctitorilor: hatmanul Gavriil Coci, soția sa Liliana și fiica lor Safta. Ulterior, în acest mormânt au fost depuse osemintele arhiepiscopului Ghedeon și ale schimonahiei Elisabeta Costachi (stareța mănăstirii și sora mitropolitului Veniamin Costachi).

Deasupra nișei se află o inscripție în limba română cu caractere chirilice cu următorul text: 
„Pentru păstrarea și pomenirea rămășiților a fundatorilor sf lacașului acesta: hatmanu Gavriil frate lui Vasile Vodă și a soții sale cneghina Liana și Safta fiica lor cum și a fericiților ctitori arhiepiscop Gedeoan, Iștian și soția sa Mariia și a stariților sf lacaș: Elisaveta shimonahiia Kostake, sora mitropolitului V.K. și Sevastia shimonahia sau făcut acest mormănt cu ocazia reparații bisericii. Tot aici se odihnești și roaba lui Dmn: shim Epraxia: star. împreună cu a ei soră shim. Fevronia Buzni. Anul 1859.”

### Biserica „Sf. Ioan Bogoslov”

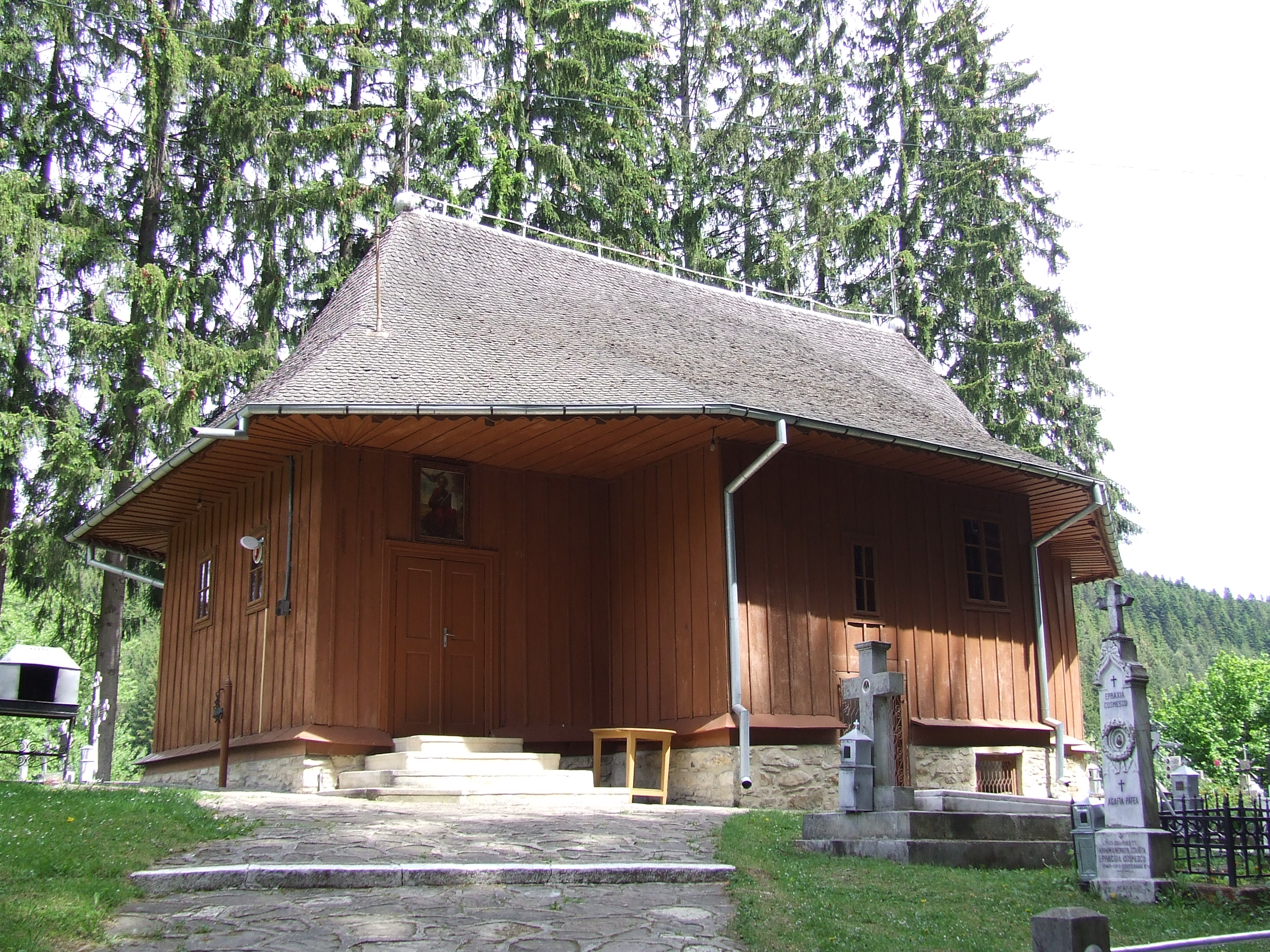
Biserica de lemn Sf. Ioan Bogoslov de la Mănăstirea Agapia

Biserica de lemn cu hramul Sfântul Ioan Bogoslov din Agapia a fost construită în anul 1821 în cimitirul Mănăstirii Agapia (aflată în județul Neamț), pe locul unei biserici vechi de lemn datând din preajma anului 1700. Ea se află în afara incintei, înspre nord.
Biserica de lemn „Sf. Ioan Bogoslov” de la Mănăstirea Agapia se află pe Lista Monumentelor Istorice din județul Neamț din anul 2004, având codul  NT-II-m-A-10627.03.

### Biserica „Adormirea Maicii Domnului”
Biserica de lemn cu hramul Adormirea Maicii Domnului din Agapia a fost construită în anul 1780 în afara incintei Mănăstirii Agapia (aflată în județul Neamț). Mai este cunoscută și sub denumirea de biserica bolniței.
Biserica de lemn "Adormirea Maicii Domnului" de la Mănăstirea Agapia a fost inclusă, sub denumirea de Bolnița de lemn "Adormirea Maicii Domnului", pe Lista Monumentelor Istorice din județul Neamț din anul 2004, având codul  NT-II-m-A-10627.07.

## Mănăstirea Agapia în literatura română

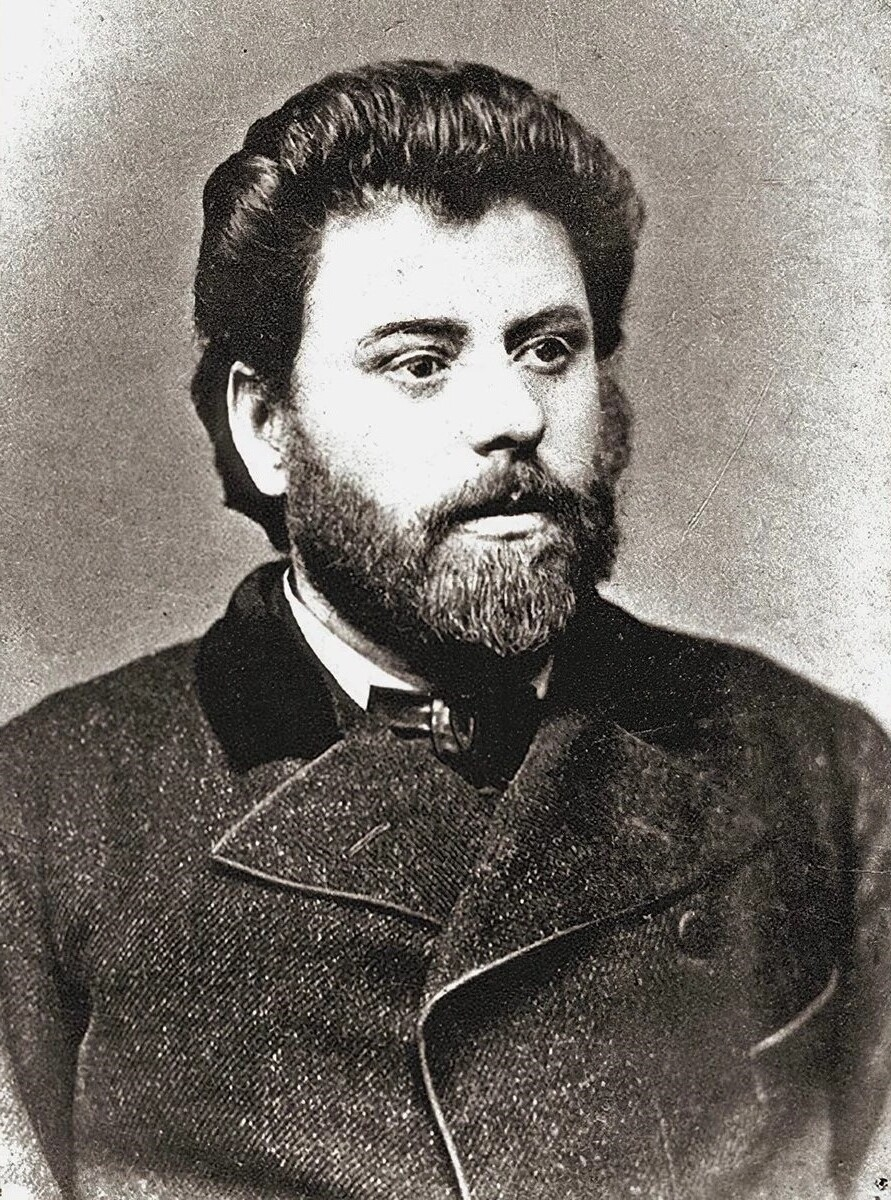
Scriitorul Ion Creangă a copilărit în satul Humulești din apropierea mănăstirii

Mănăstirea Agapia a fost descrisă în mai multe opere literare care descriu zona munților Neamțului.

Printre primii scriitori care au poposit aici s-a aflat poetul și diplomatul Dimitrie Bolintineanu, aflat în toamna anului 1857 într-o călătorie prin Principatul Moldovei. El a descris această călătorie în volumul de memorialistică Călătorii în Moldova (1859). Poetul descrie această mănăstire astfel: 
„Agapia este situată mai înuntru celor dintăi munți pe marginea unui râu. Poziția ei este mai frumoasă decât a Văratecului. Călugărițe sunt mai puține decât la Văratec, cele de aici sunt renumite pentru frumusețe.”
 El laudă noblețea și blândețea maicii starețe, precum și patriotismul maicilor de la Agapia, pe care-l consideră superior celui manifestat de „cei mai înflăcărați patrioți”.
Copilărind în satul Humulești din apropierea mănăstirii, marele scriitor Ion Creangă a descris zona unde a copilărit la începutul părții a III-a din Amintiri din copilărie (1881). El o menționează cu următoarele cuvinte: „Agapia, cea tăinuită de lume”.

După cum scrie în povestirea „În munții Neamțului” din volumul România pitorească (1901), scriitorul Alexandru Vlahuță a poposit și el aici. El o descrie astfel: 
„Mânăstirea Agapia e vârâtă-n munți, pitită-ntr-un ungher de văi, așa că n-o vezi decât când intri-n ea. Dinspre miazănoapte o păzește de crivăț o măgură-naltă, descoperită - «Muncelul cu Flori»; la apus se ridică zid întunecat de codru, și-n față iarăși pădure de brazi, străbătută de cărări ce te scot în luminișuri neașteptate — «Poiana Mitropolitului», «Poiana Stariții», iar mai sus prin bungete de fagi, deasupra opcinei înalte, în fermecătoarea priveliște de pe «Ciungi», de unde vezi jos mânăstirea Văraticului, în dreapta băile Bălțățești, în stânga Cetatea și Târgu-Neamțului, în față larga, nemărginita vale-a Moldovii.”

Aflat în cerdacul arhondaricului, Vlahuță a privit: 
„ierbulița verde ce-acopere curtea pătrată, îngrădită de toate părțile de încăperile albe, curate, tăcute ale mânăstirii. Din mijlocul curții se-nalță strălucitoare biserica cea mare, zugrăvită pe dinlăuntru de maestrul nostru Grigorescu.”
 În această liniște, scriitorul vede o maică bătrână și scundă care a început să bată toaca, cu „sunete mărunte, dulci, cadențate, ca șoapta pripită a unei rugăciuni”, care îi „redeșteaptă, ca dintr-o lume depărtată, dulcea și sfânta evlavie a copilăriei”.
Pe aici a trecut și scriitorul Calistrat Hogaș în călătoriile sale prin Munții Neamțului de la sfârșitul secolului al XIX-lea, descriind mănăstirea în povestirea „La Agapia” din volumul Pe drumuri de munte (1912). El a coborât de la Schitul Agapia Veche, pe la Piatra lui Aron, nevăzând la început Agapia Nouă care era „ascunsă deocamdată în dosul pădurilor ce ne împrejmuiau mersul”. Scriitorul crede că mănăstirea „pare a se furișa și a se ascunde în strâmta, adânca și umbroasa vale scăldată de limpedele pârău al Agapiei”. Hogaș constată că aici se află adăpostite, „sub mohorâta haină a călugăriei”, descendentele vechilor familii boierești. Intrând în sala de mese a arhondaricului pentru a cere găzduire, călătorii sunt întâmpinați de o maică bătrână care ștergea praful de pe tavan cu un măturoi. Aceasta îi ignoră, ținându-i în picioare, în timp ce le scutura praful în cap. După ce scriitorul se roagă de găzduire, călătorii sunt duși în salonul cel mare al arhondaricului. Aici sosește maica Evghenia, arhondăreasa, care le inspiră un mare respect prin figura sa blândă și binevoitoare, părând a fi „așa de aproape și totuși așa de departe de noi!” În acea noapte, stând singur în cerdacul din față al arhondaricului, scriitorul a privit cu admirație, timp de peste o oră, peisajul nocturn al Agapiei, în care „noaptea, retrasă în văi și în desimea posomorâtă a brazilor, cernea munții adormiți și visători, ale căror piscuri neguroase păreau că formează hotarele înalte dintre pământ și cer”.  În noapte a auzit un glas dumnezeiesc, de femeie sau de înger, care cânta un cântec fermecător.
În a doua zi, după prânz, scriitorul s-a întâlnit cu unul din prietenii săi, sosit aici de la Iași cu niște doamne și domnișoare. La rugămintea unei domnișoare care dorea să-și imortalizeze numele pe balustradele de lemn ale balcoanelor, conform unui obicei, Hogaș a scrijelit cu un cuțit numele întreg și jumătate din prenume, când a fost oprit de o călugăriță bătrână care l-a ocărât. Vizitând biserica, a admirat pictura lui Nicolae Grigorescu, care a reușit să înlocuiască „toate formele ascuțite și osoase ale chipurilor rusești, care împodobesc zidurile tuturor celorlalte mânăstiri”, cu „formele rotunde și dulci ale școalei profane”, reușind să redea pe aceeași figură maternitatea și virginitatea, întipărind prin linii și culori duioșia unei mame pe fața unei fecioare.

## Imagini

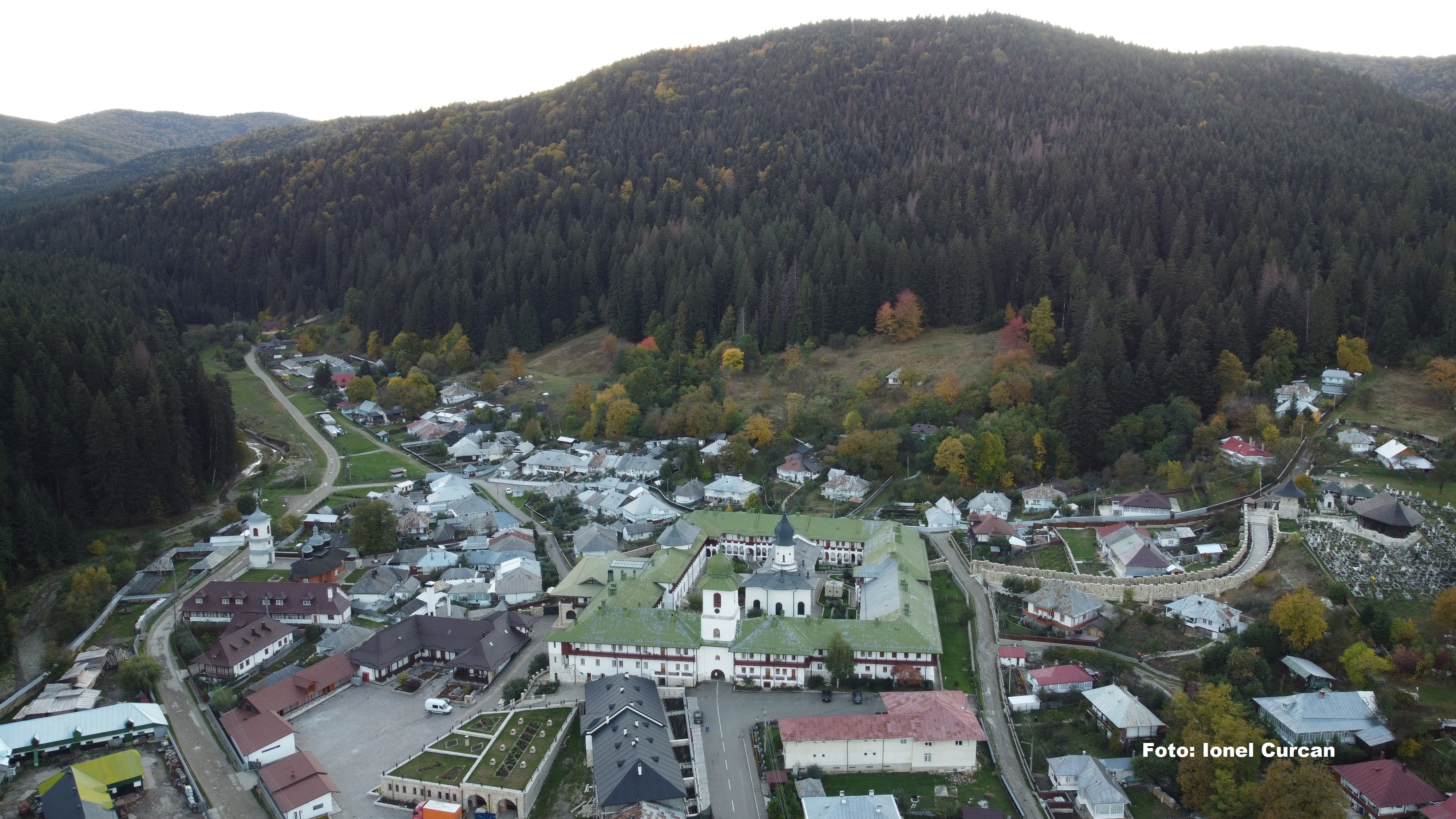
Mănăstirea Agapia, vedere de sus
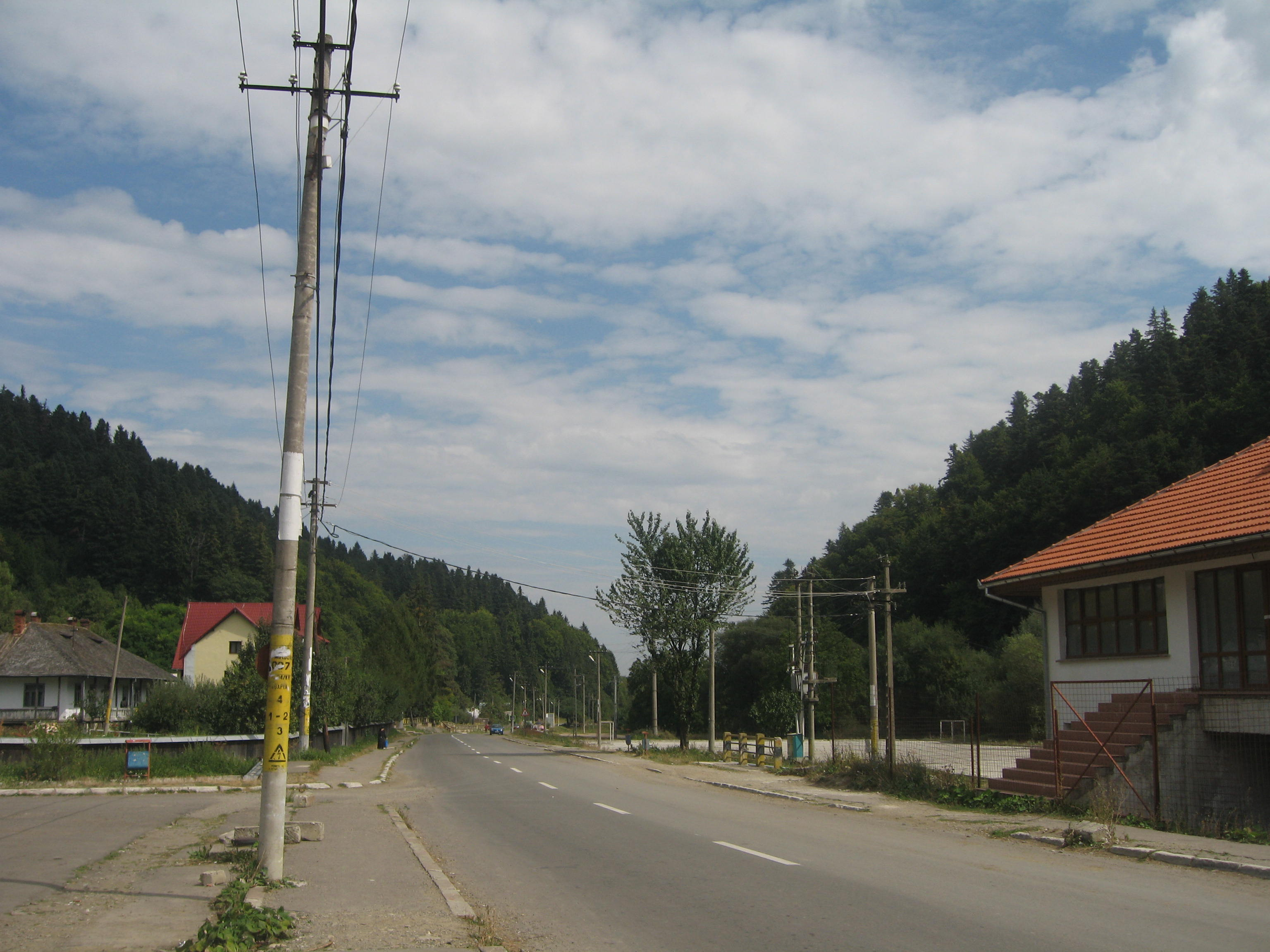
Drumul spre mănăstire
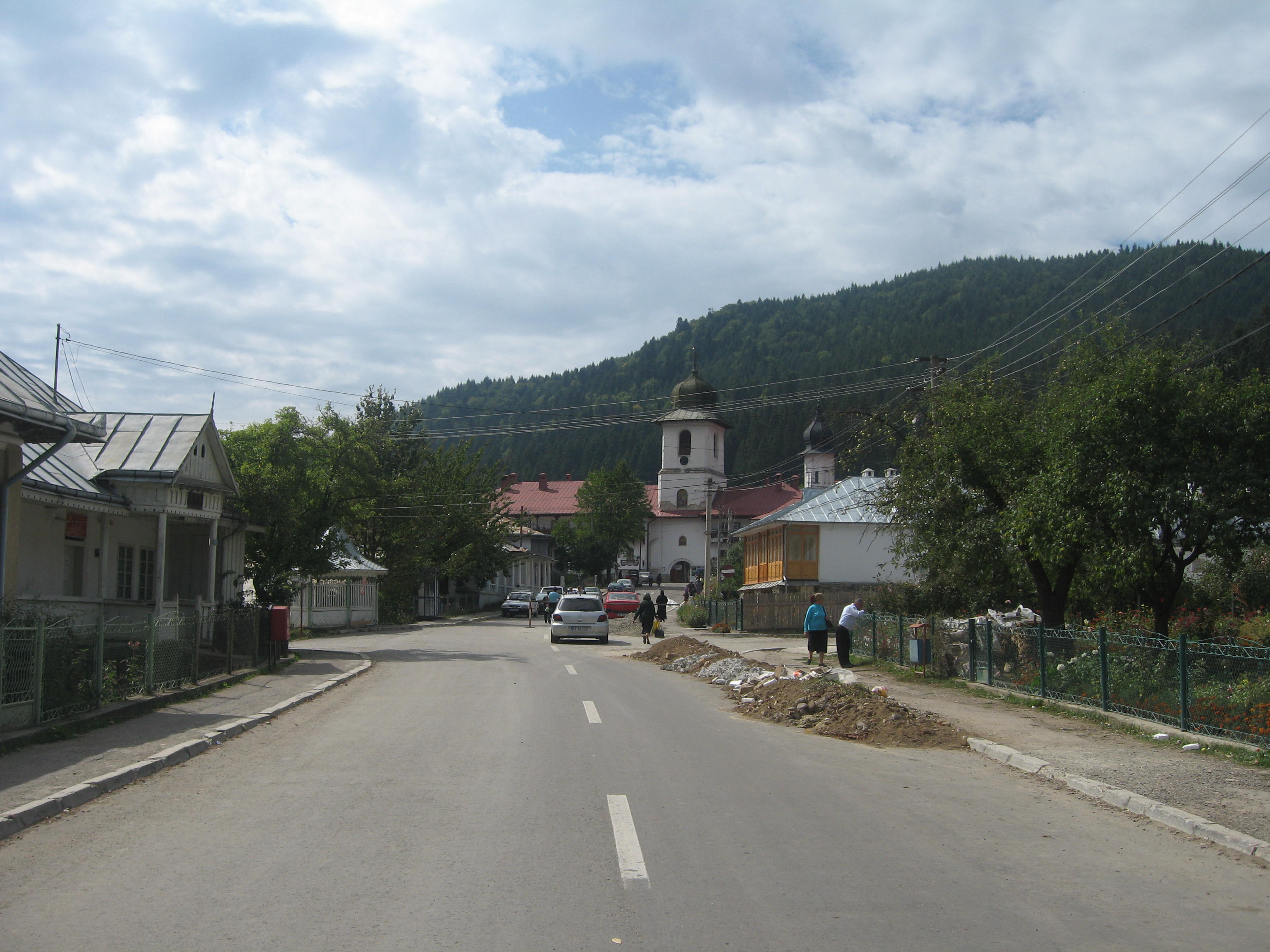
Drumul spre mănăstire
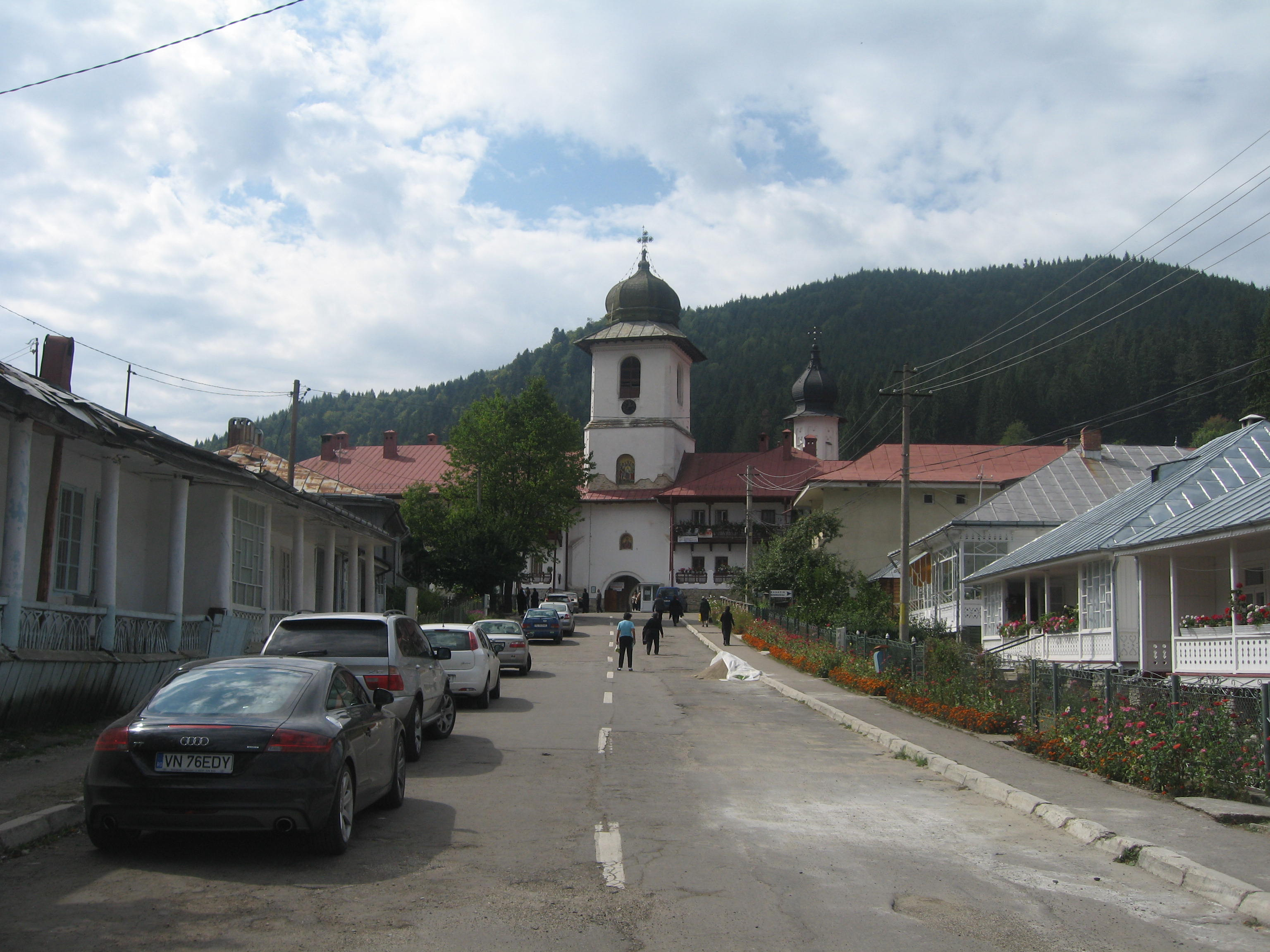
Drumul spre mănăstire
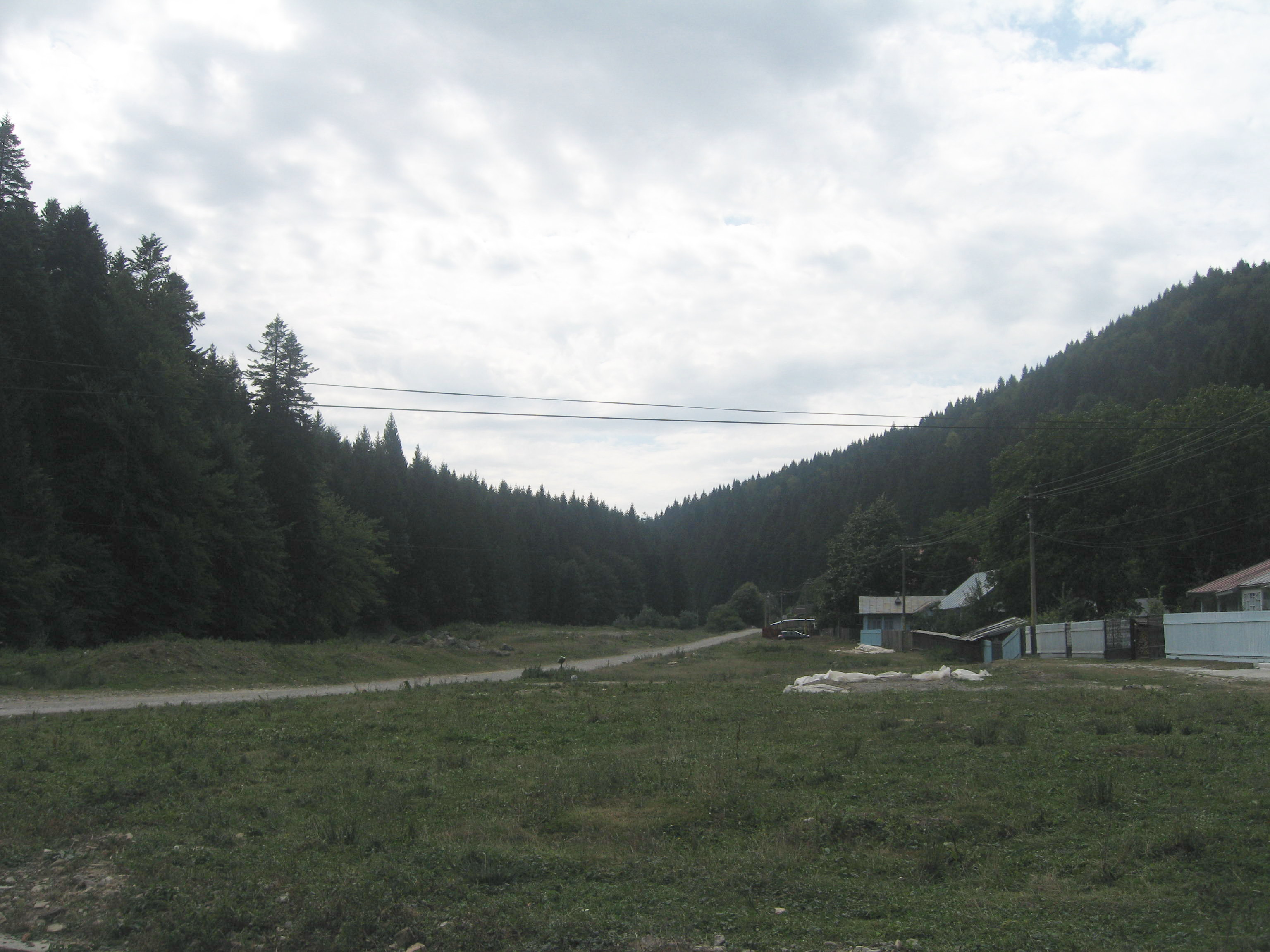
Peisaj de la mănăstire
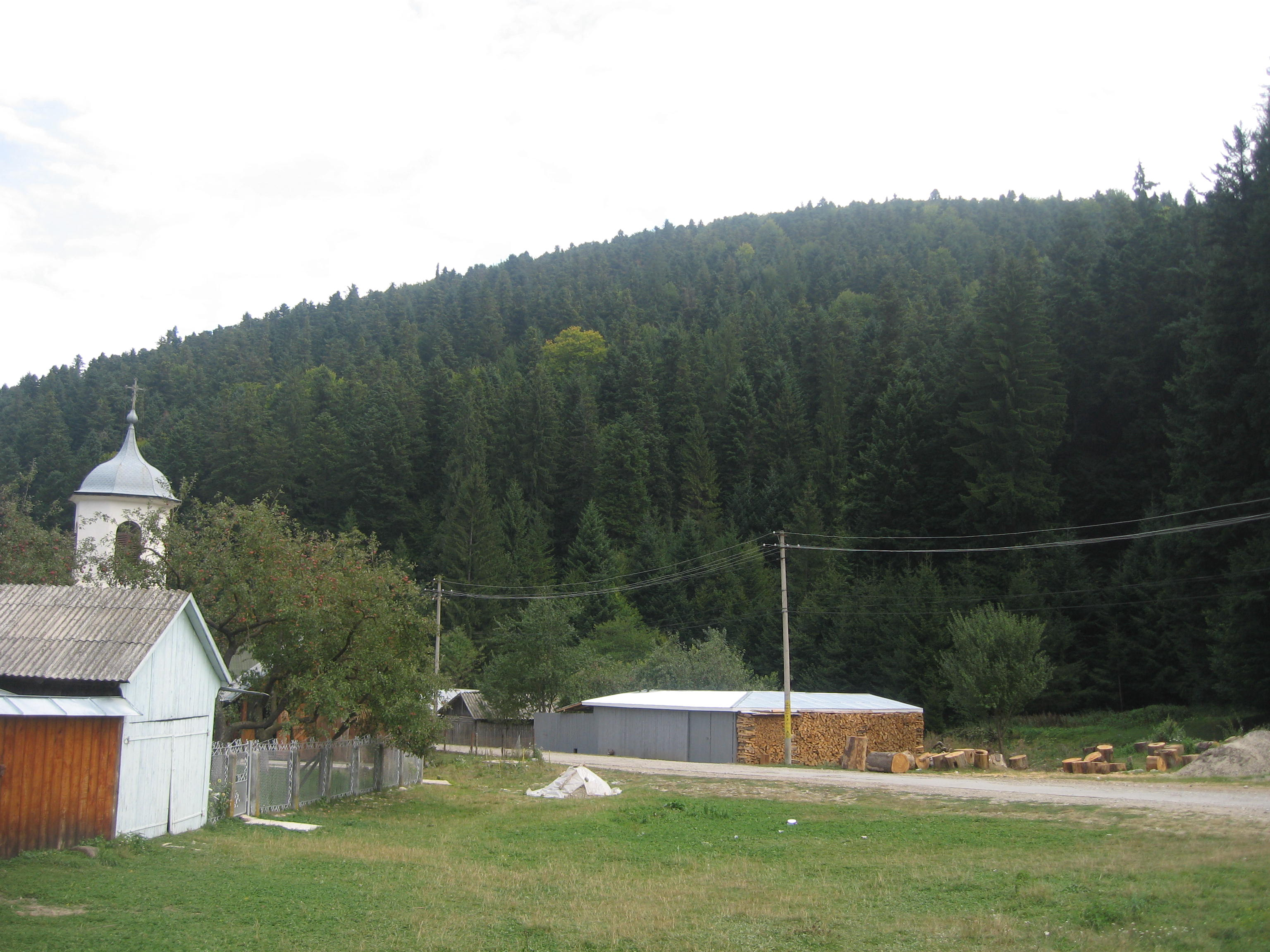
Peisaj de la mănăstire
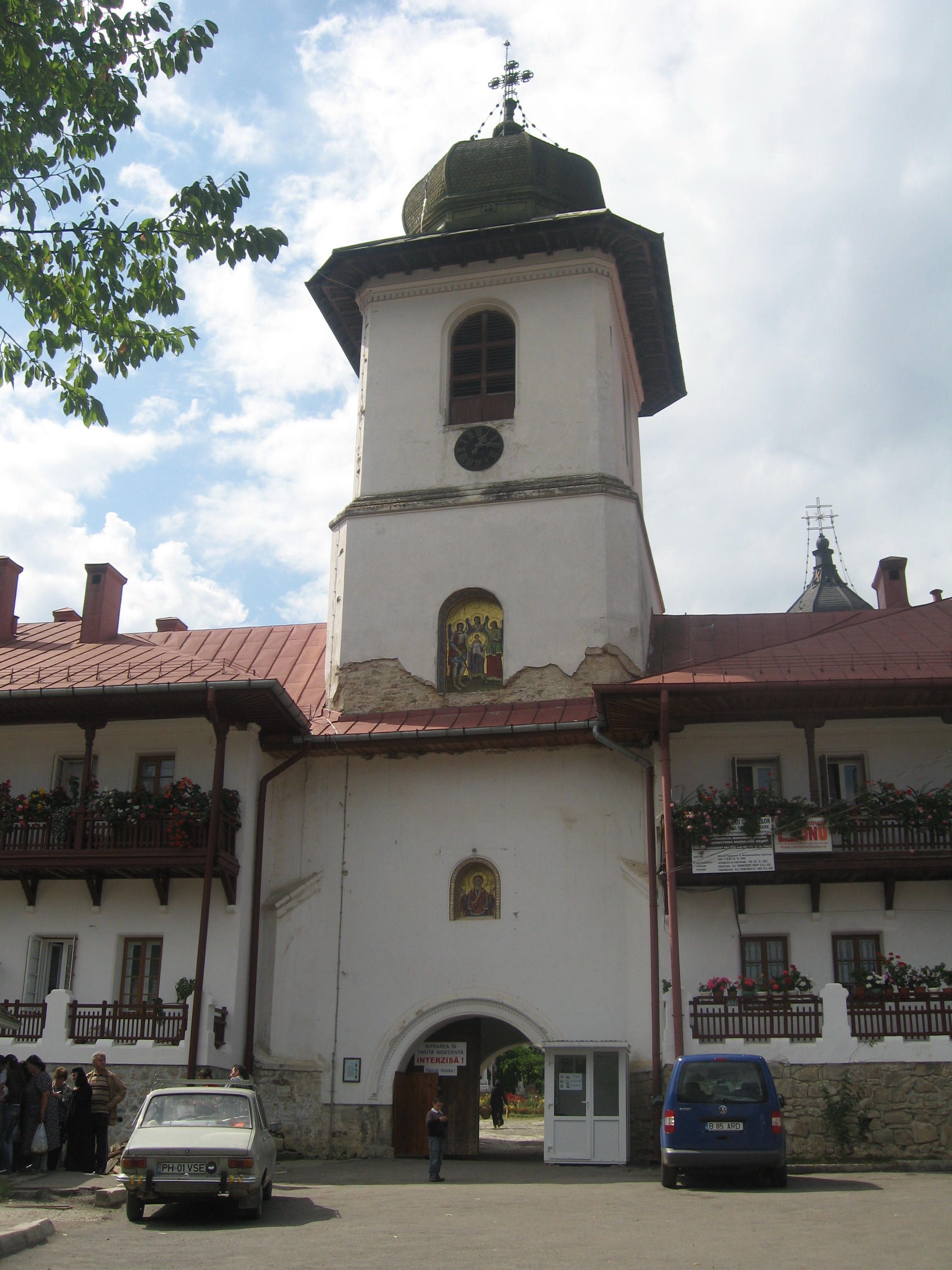
Turnul clopotniță
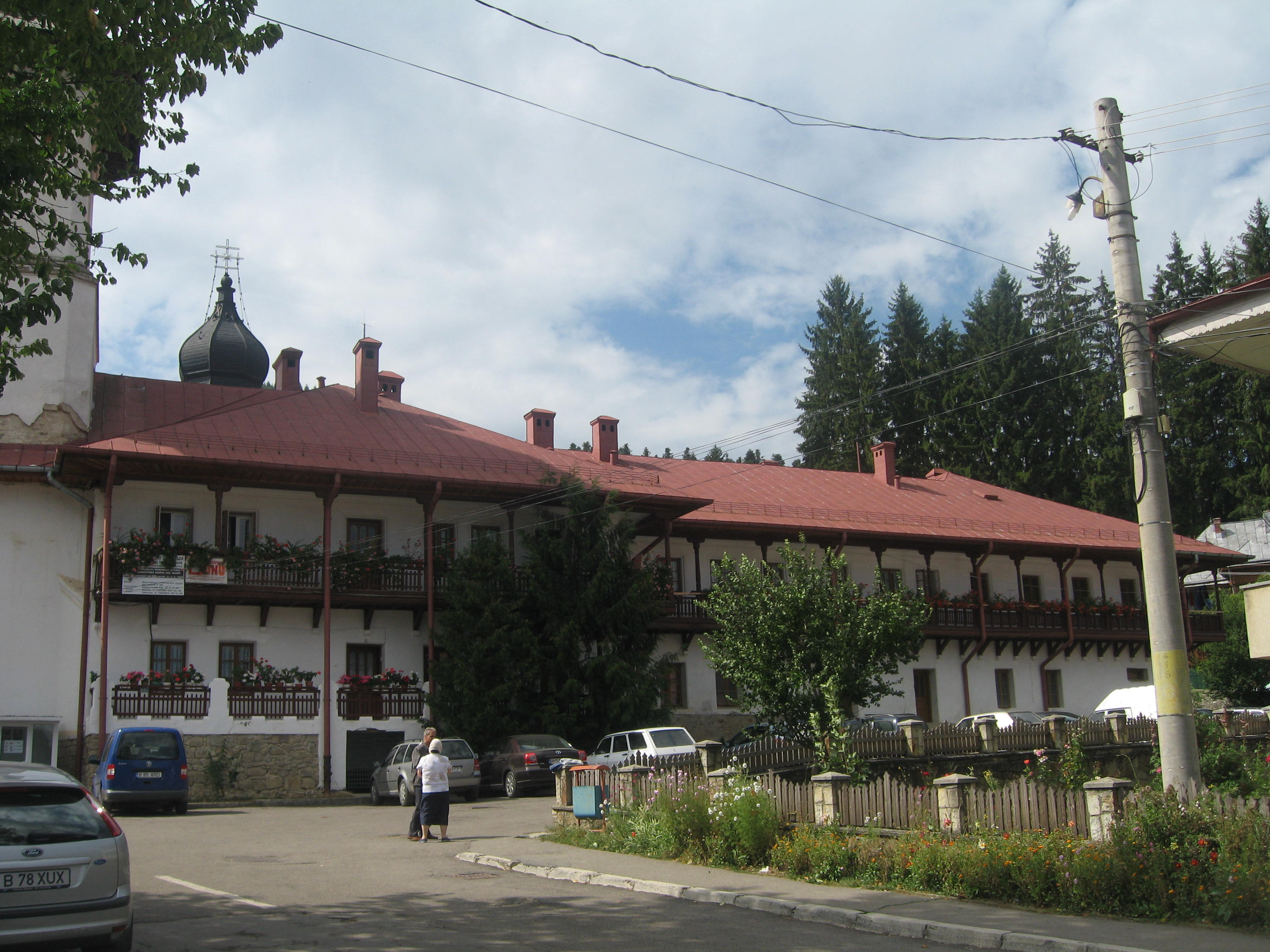
Corp de chilii pe latura de nord-est a incintei
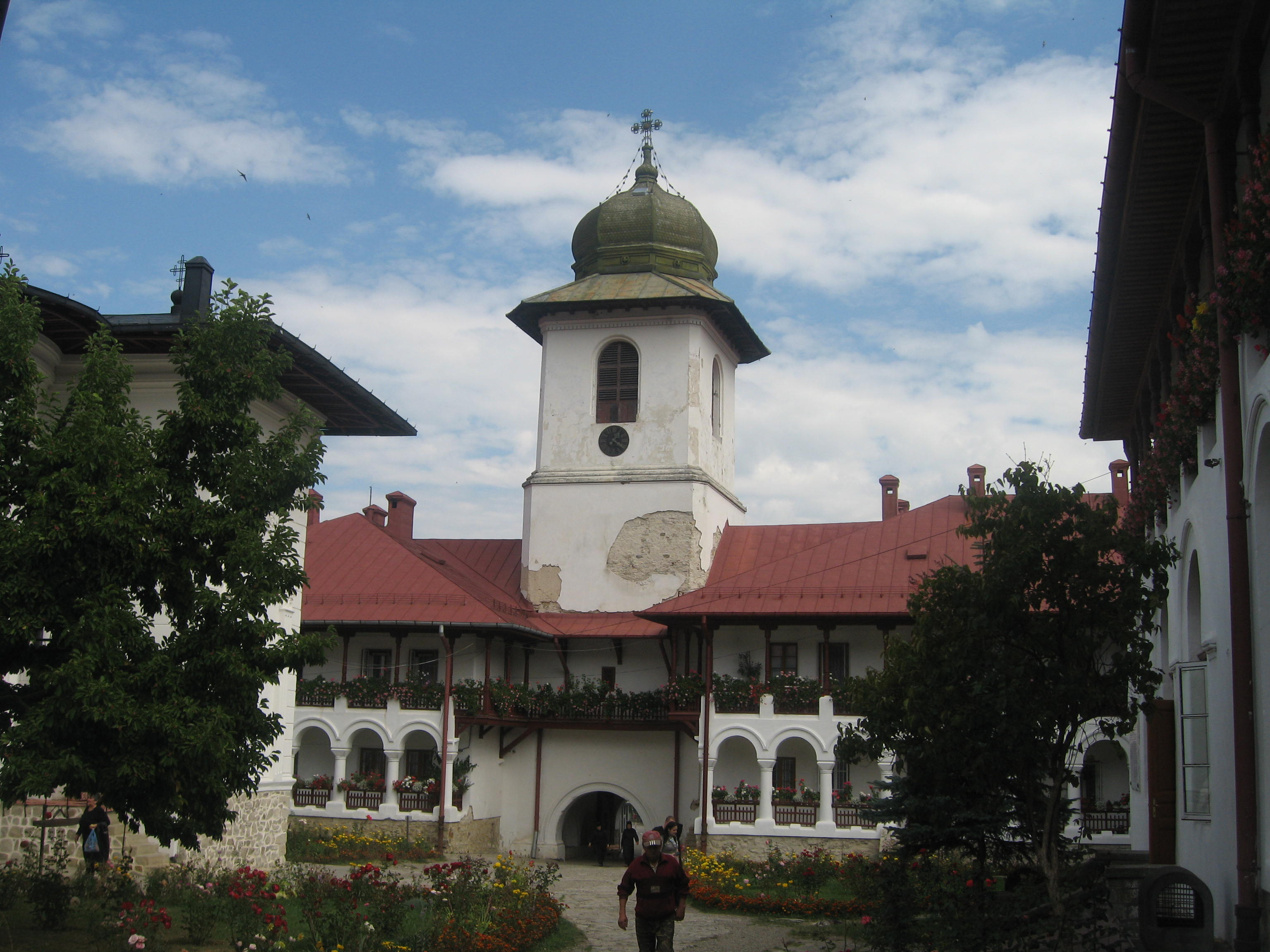
Turnul clopotniță văzut din incinta mănăstirii
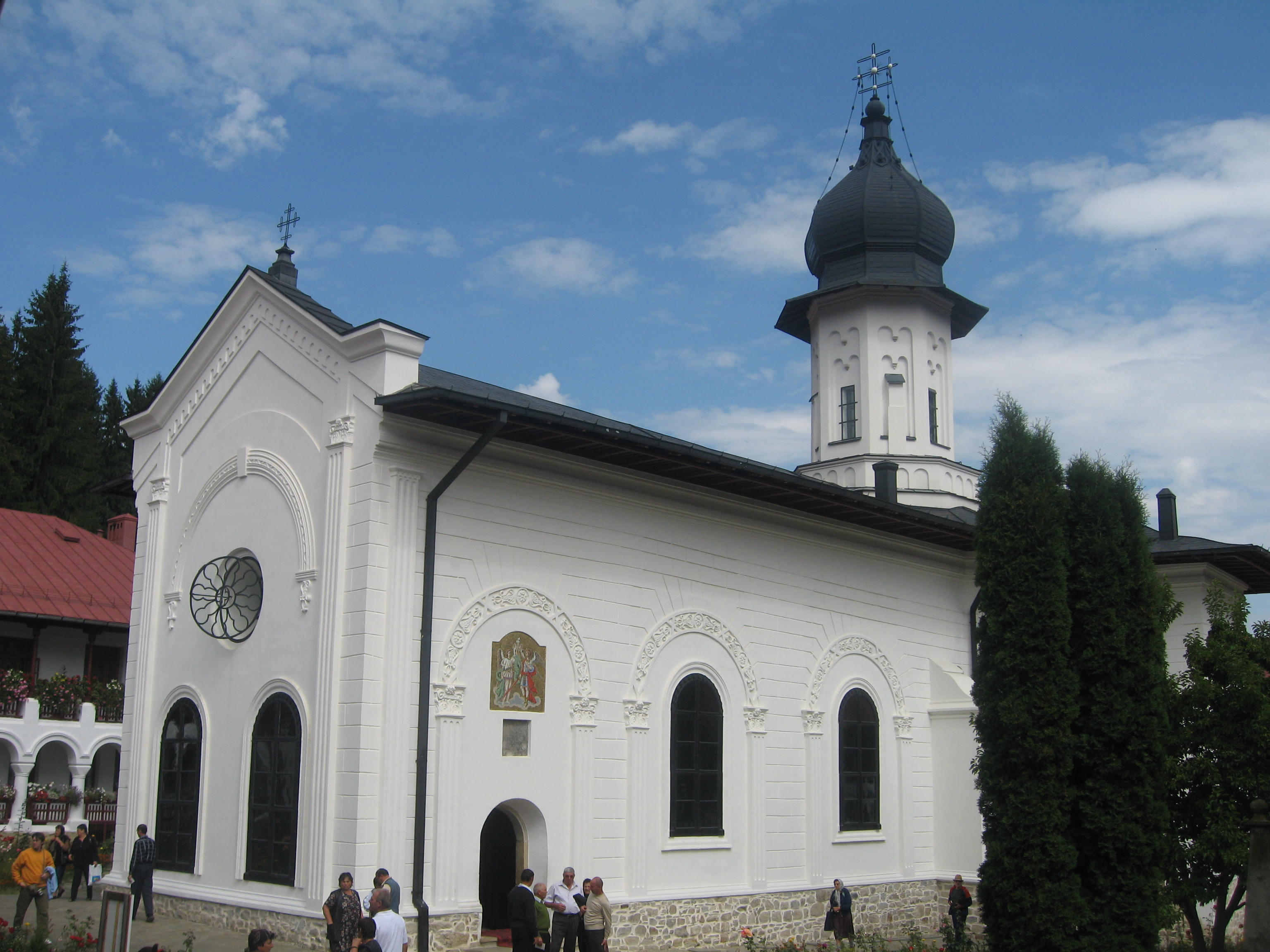
Biserica „Sf. Voievozi”
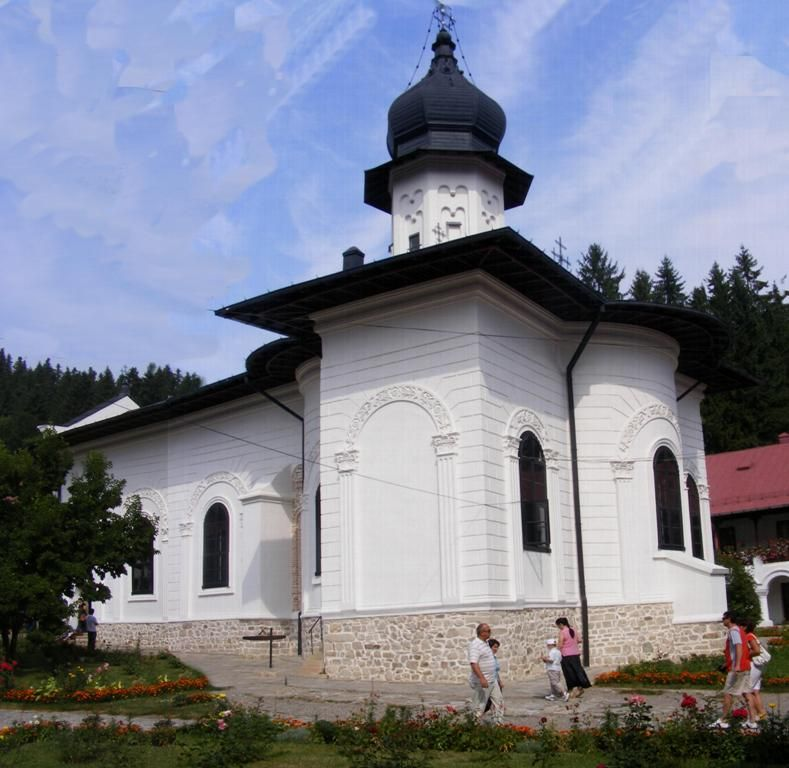
Biserica „Sf. Voievozi” văzută dinspre sud-est
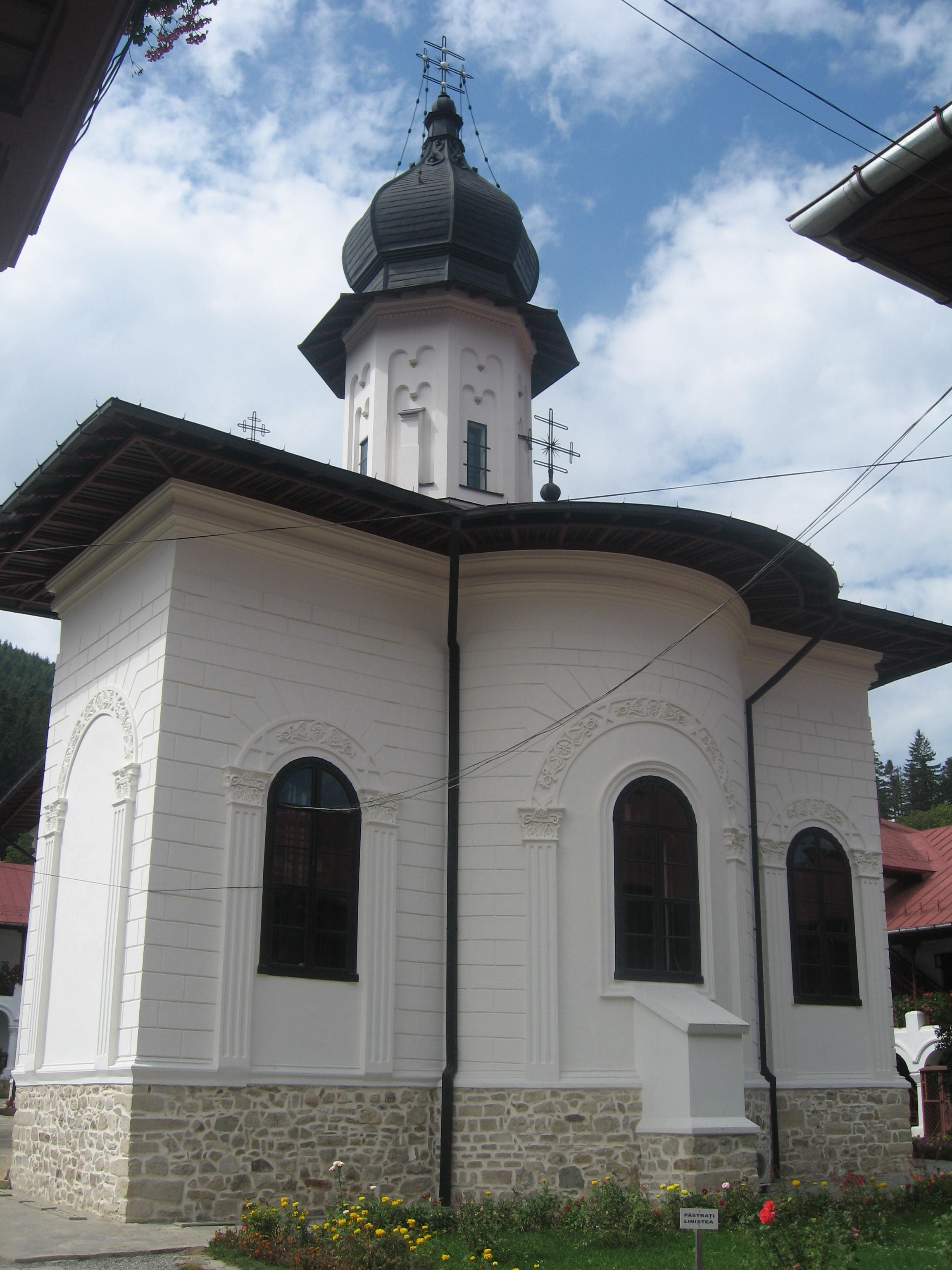
Biserica Mănăstirii Agapia văzută de pe latura estică
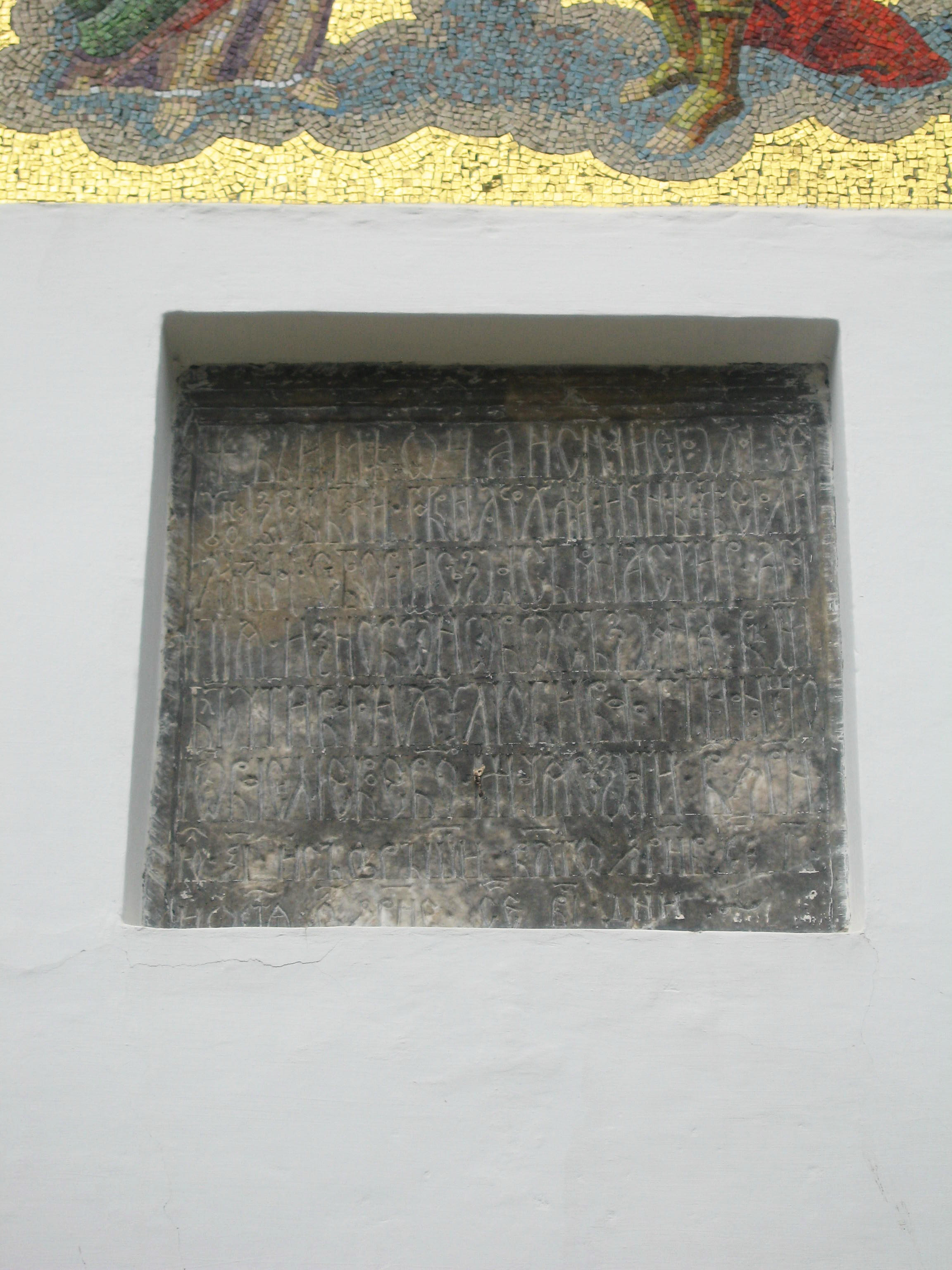
Pisania de pe zidul sudic al bisericii
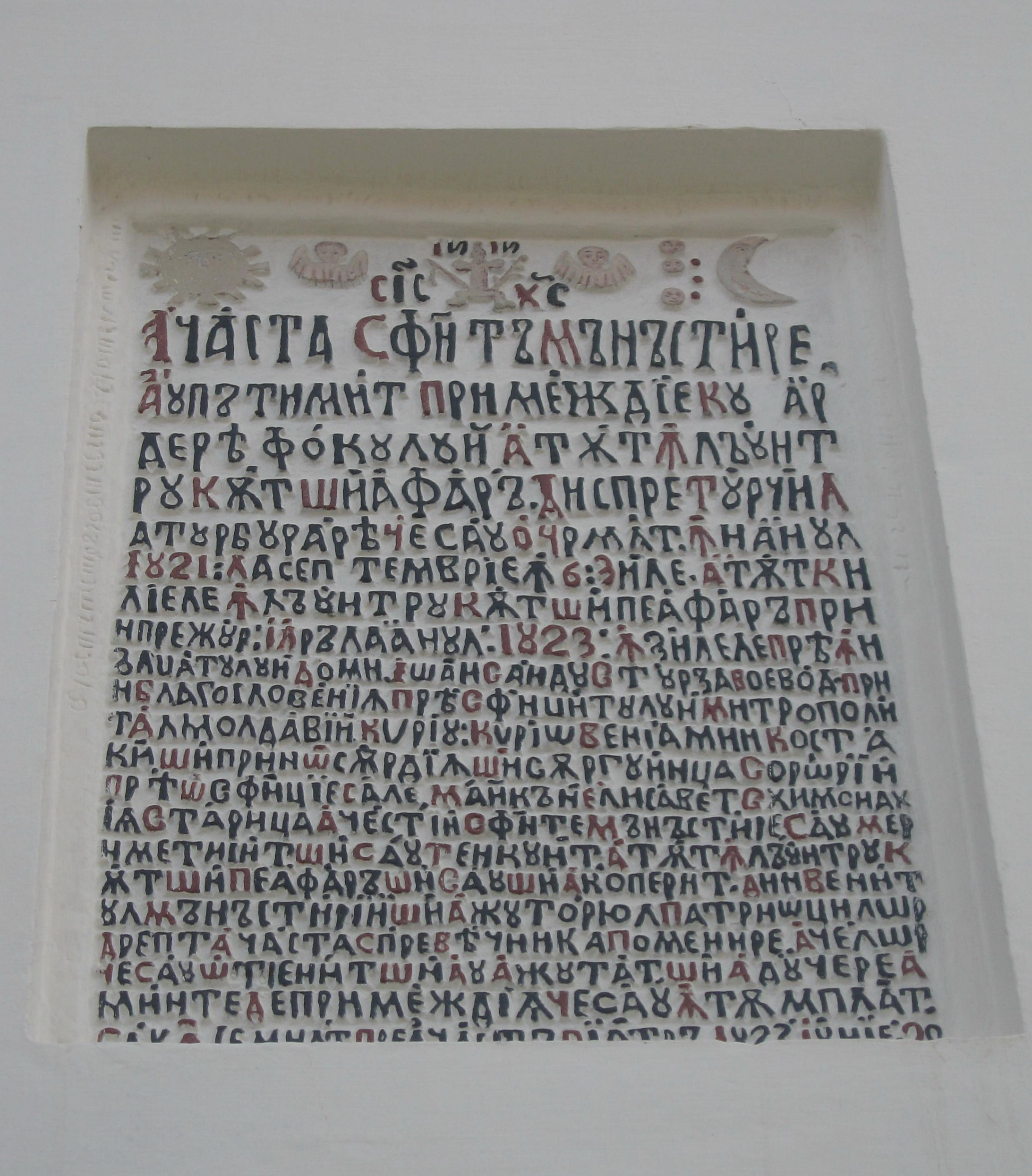
Pisania de pe zidul nordic al bisericii
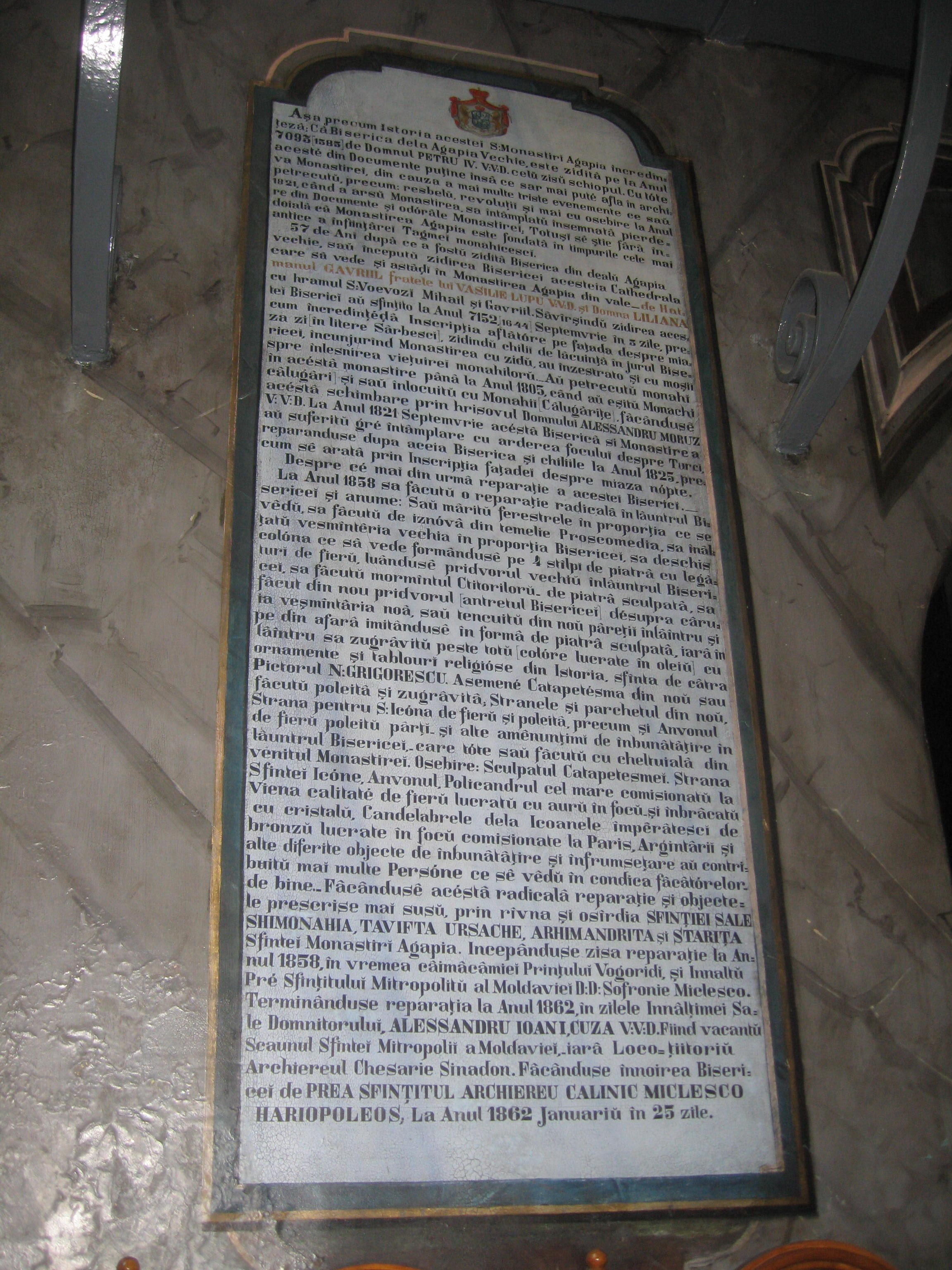
Inscripție în interiorul bisericii cu referire la restaurarea bisericii în perioada 1858-1862
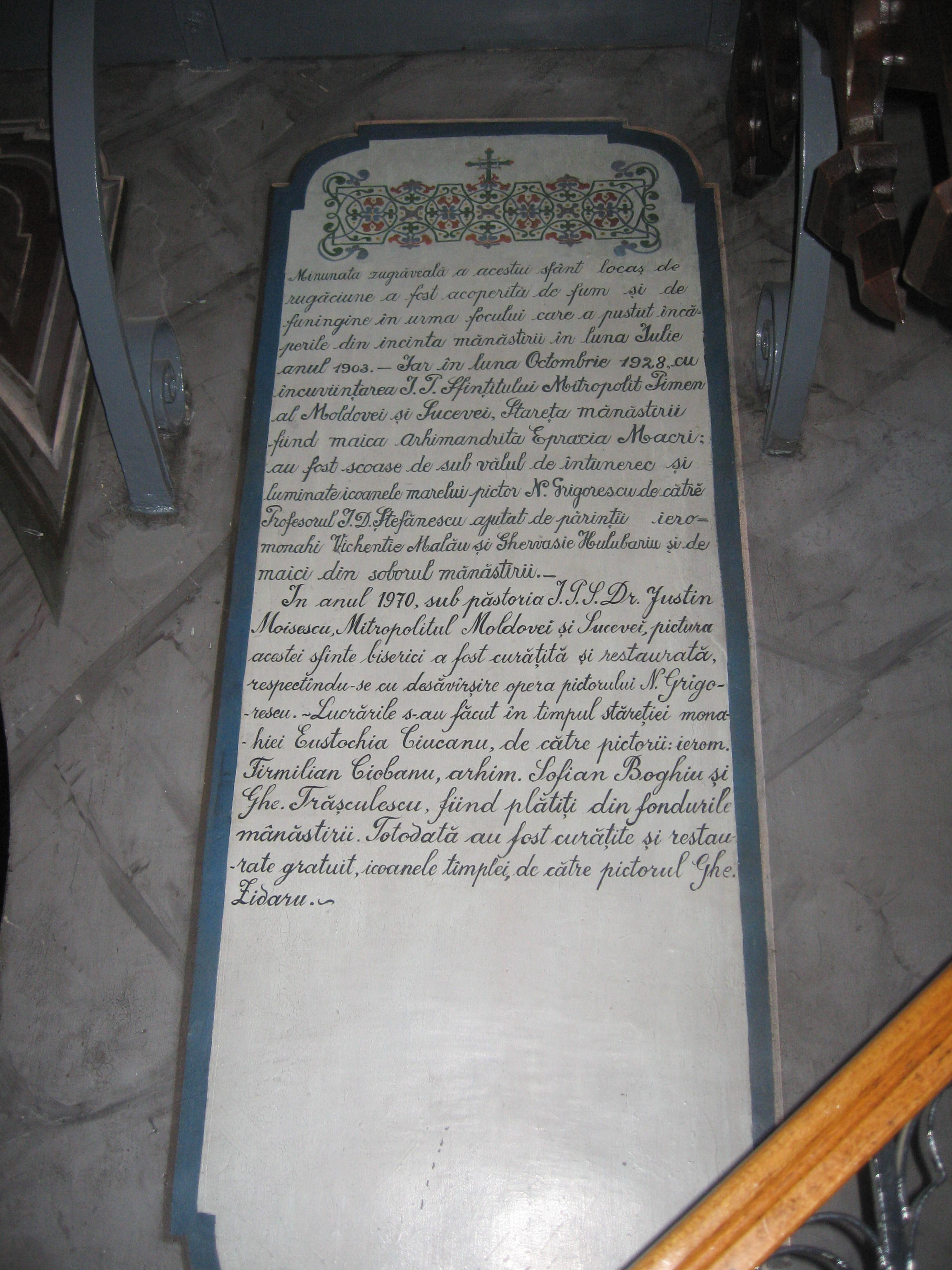
Inscripție în interiorul bisericii cu referire la refacerea picturii
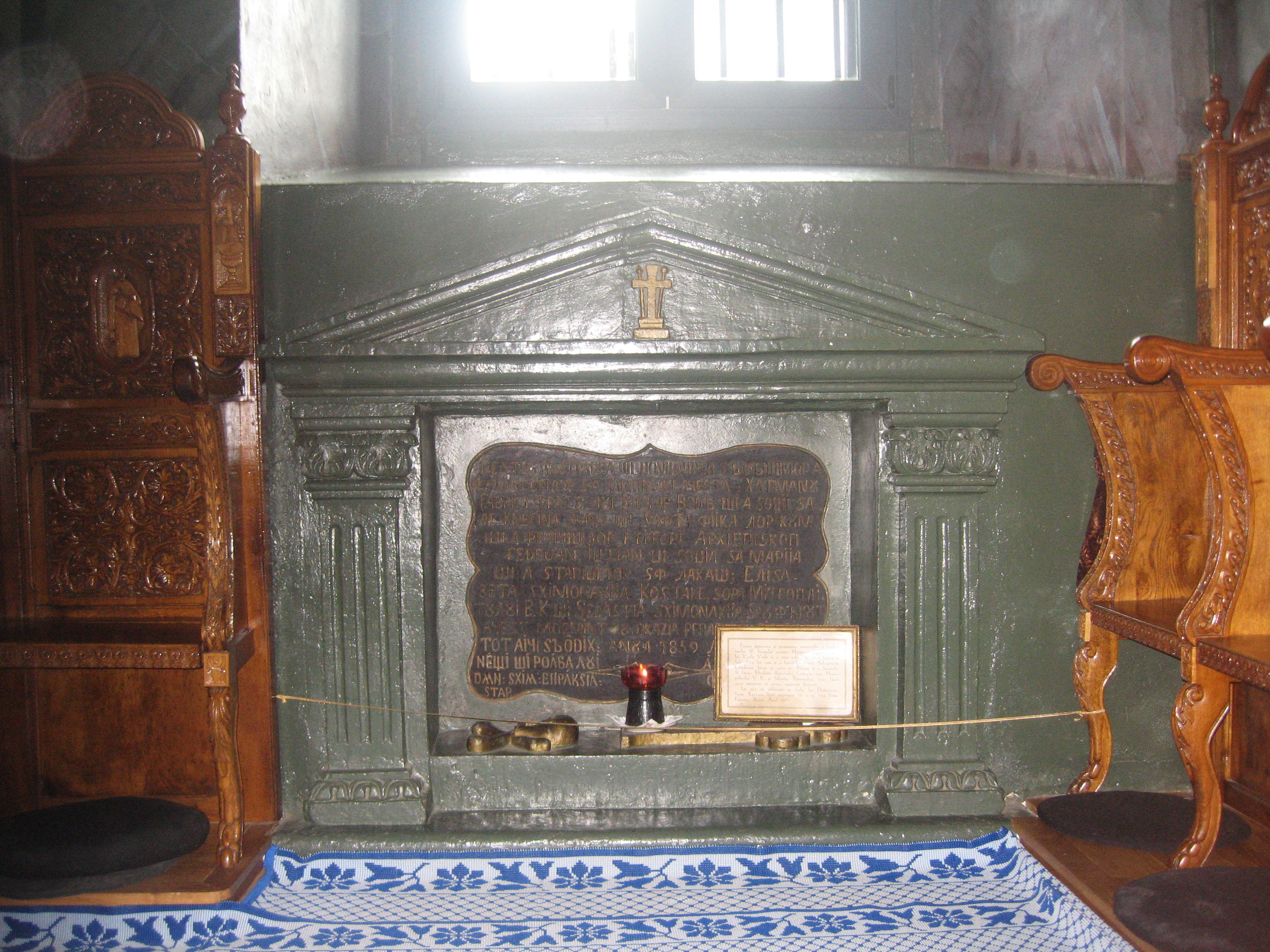
Nișa unde se află mormintele ctitorilor
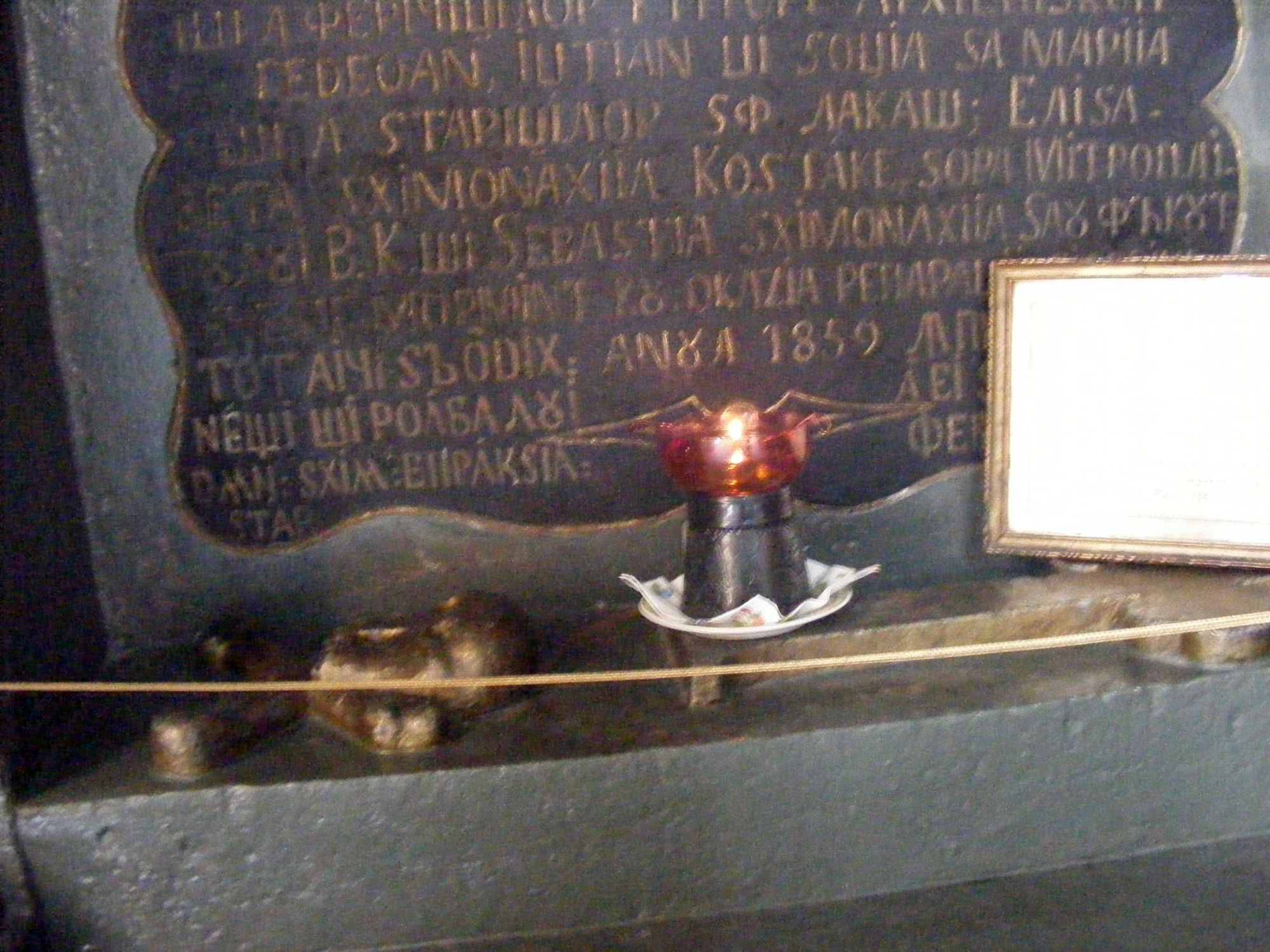
Mormânt din incinta bisericii
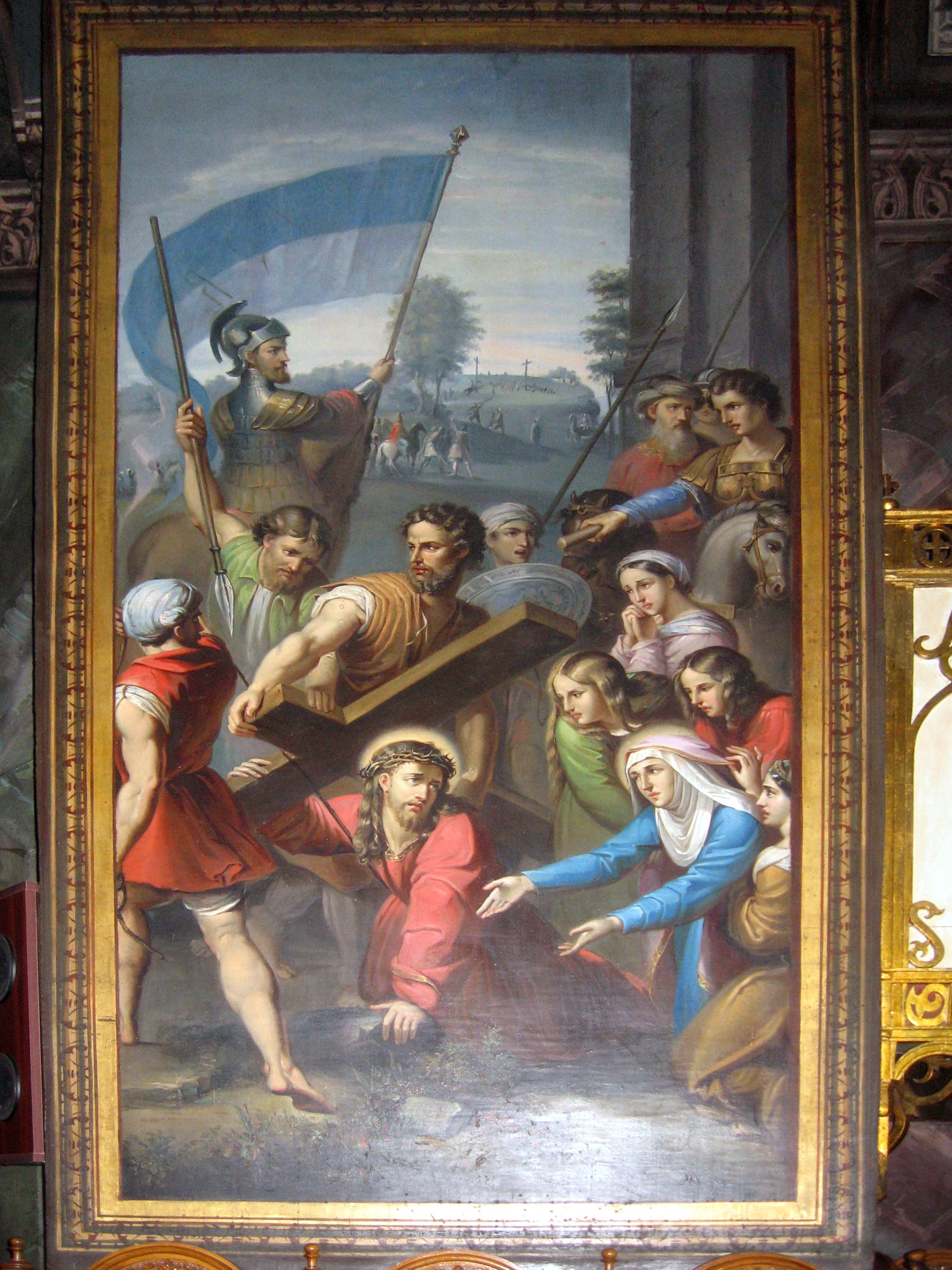
În drum spre Golgota - pictură murală de Nicolae Grigorescu
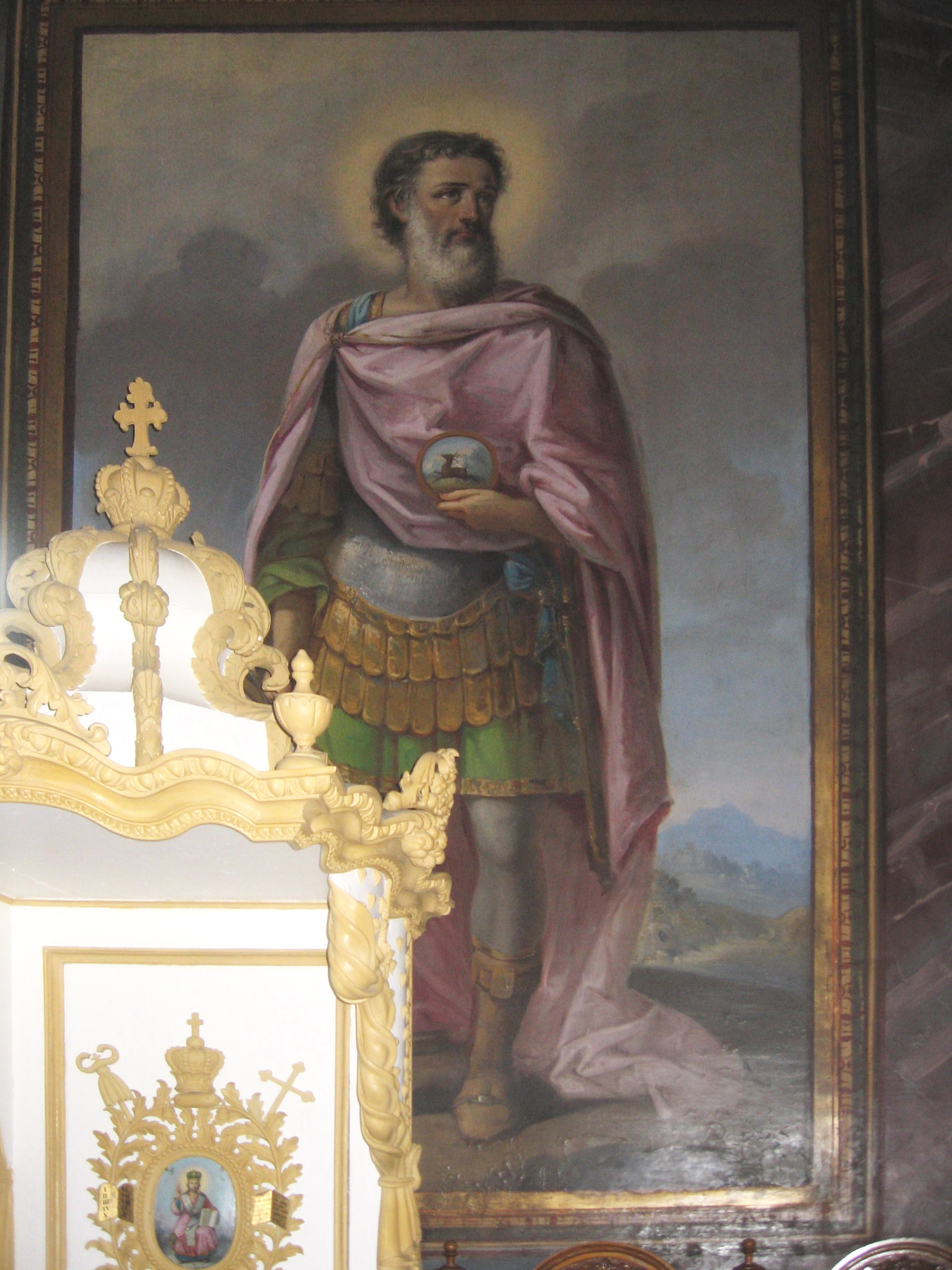
Sfântul Eustațiu - pictură murală de Nicolae Grigorescu
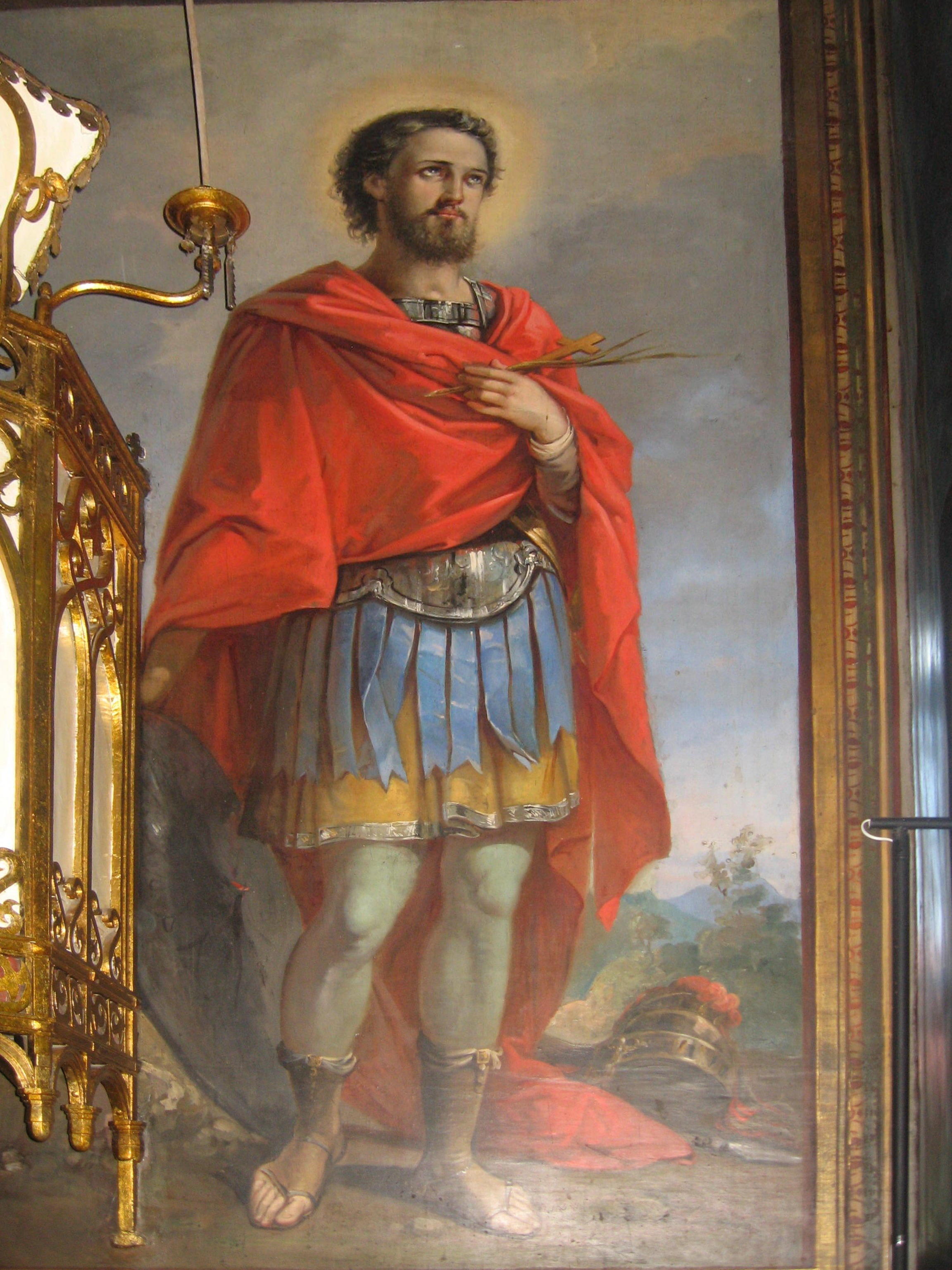
Sfântul Teodor Tiron - pictură murală de Nicolae Grigorescu
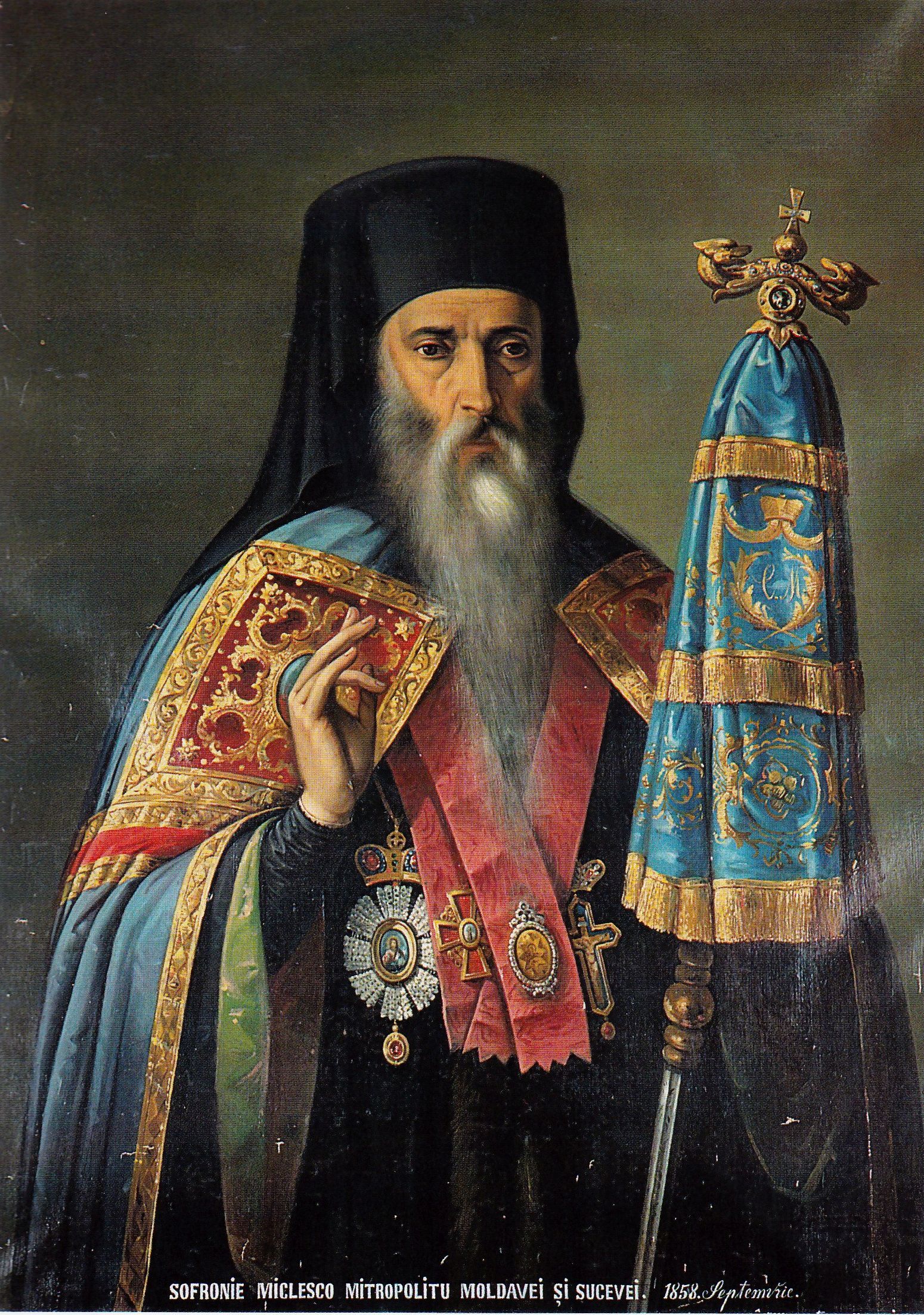
Mitropolitul Sofronie Miclescu - pictură murală de Nicolae Grigorescu
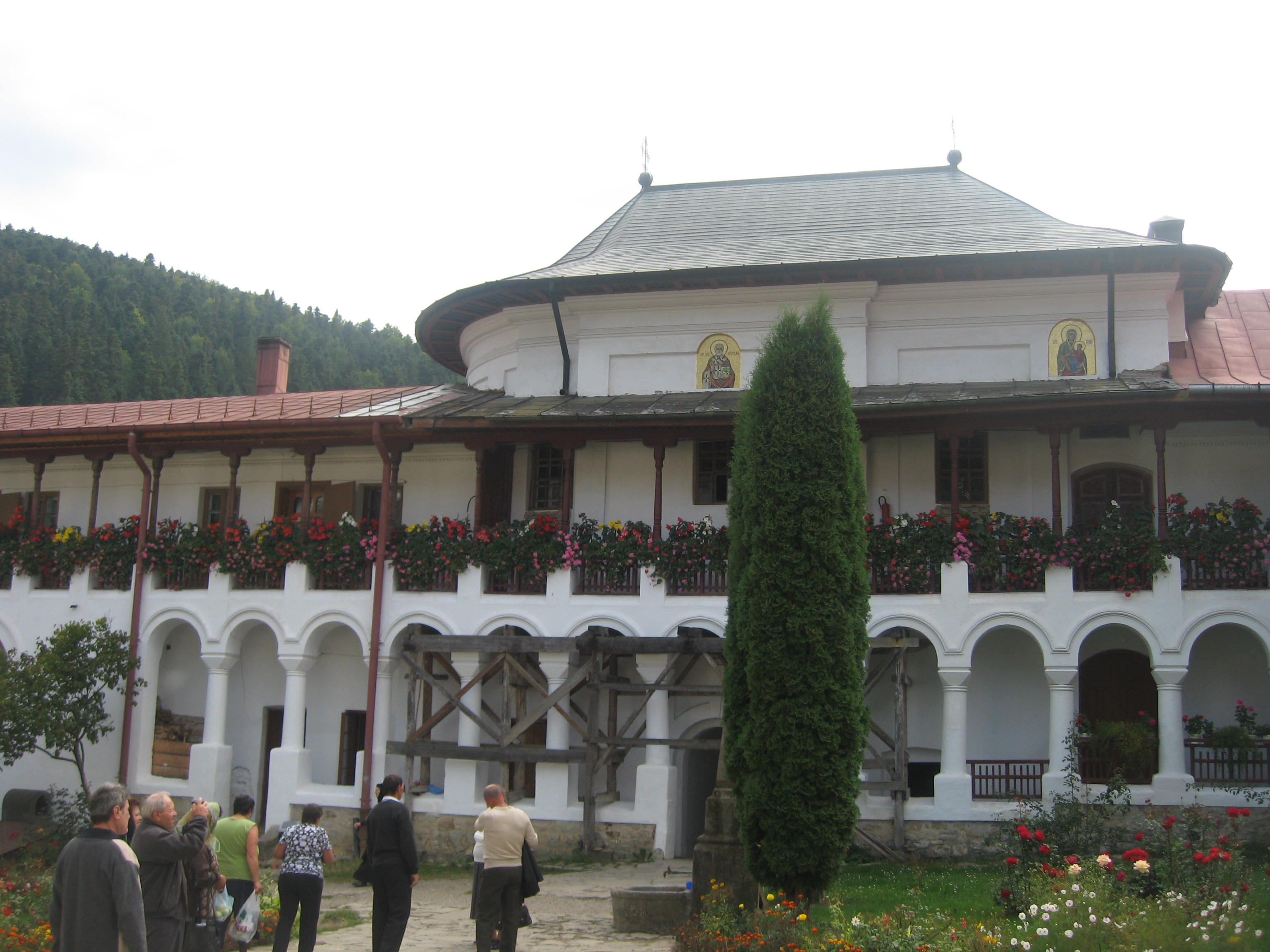
Paraclisul „Nașterea Maicii Domnului”
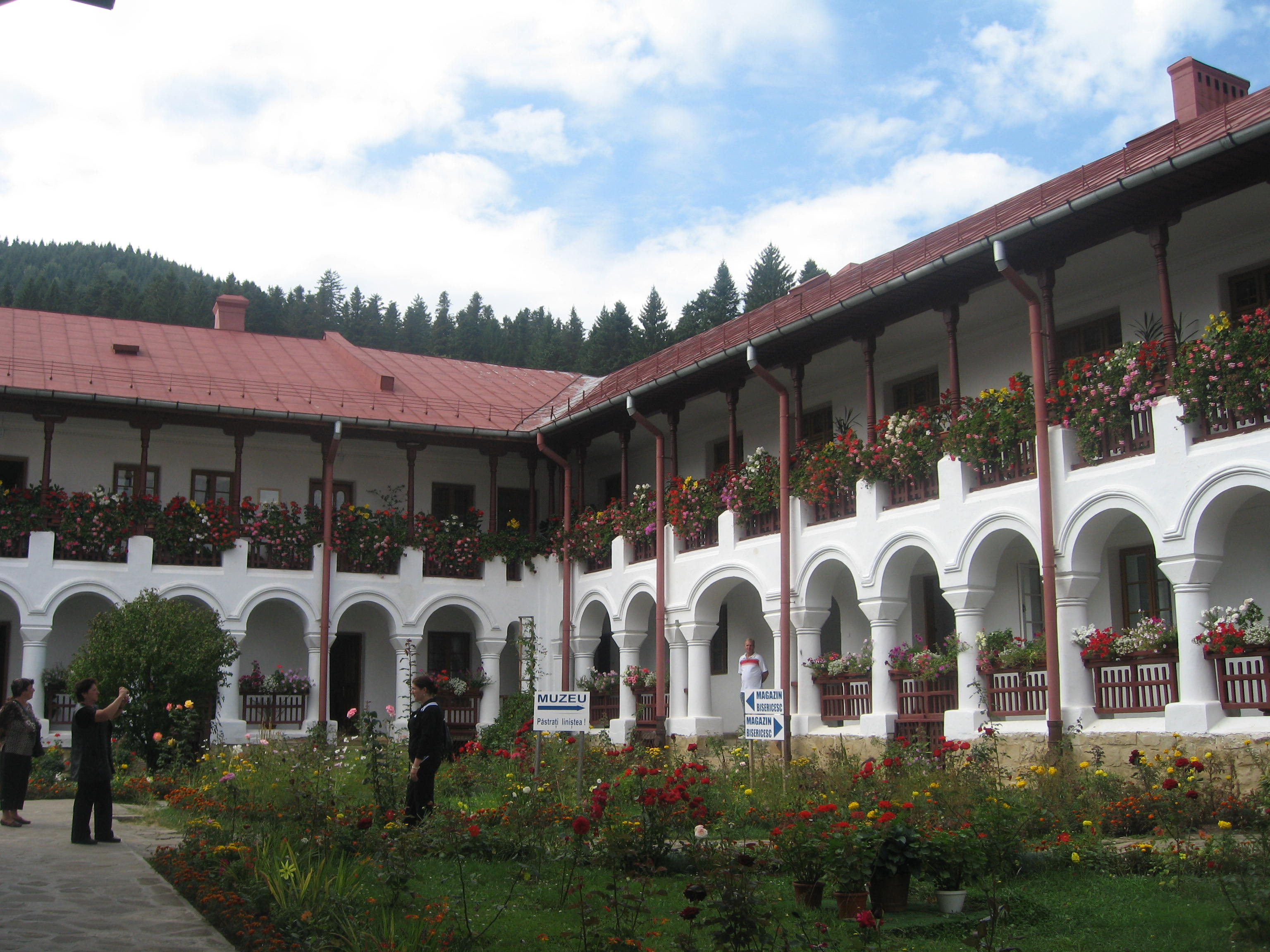
Curtea interioară a mănăstirii Agapia (chilii)
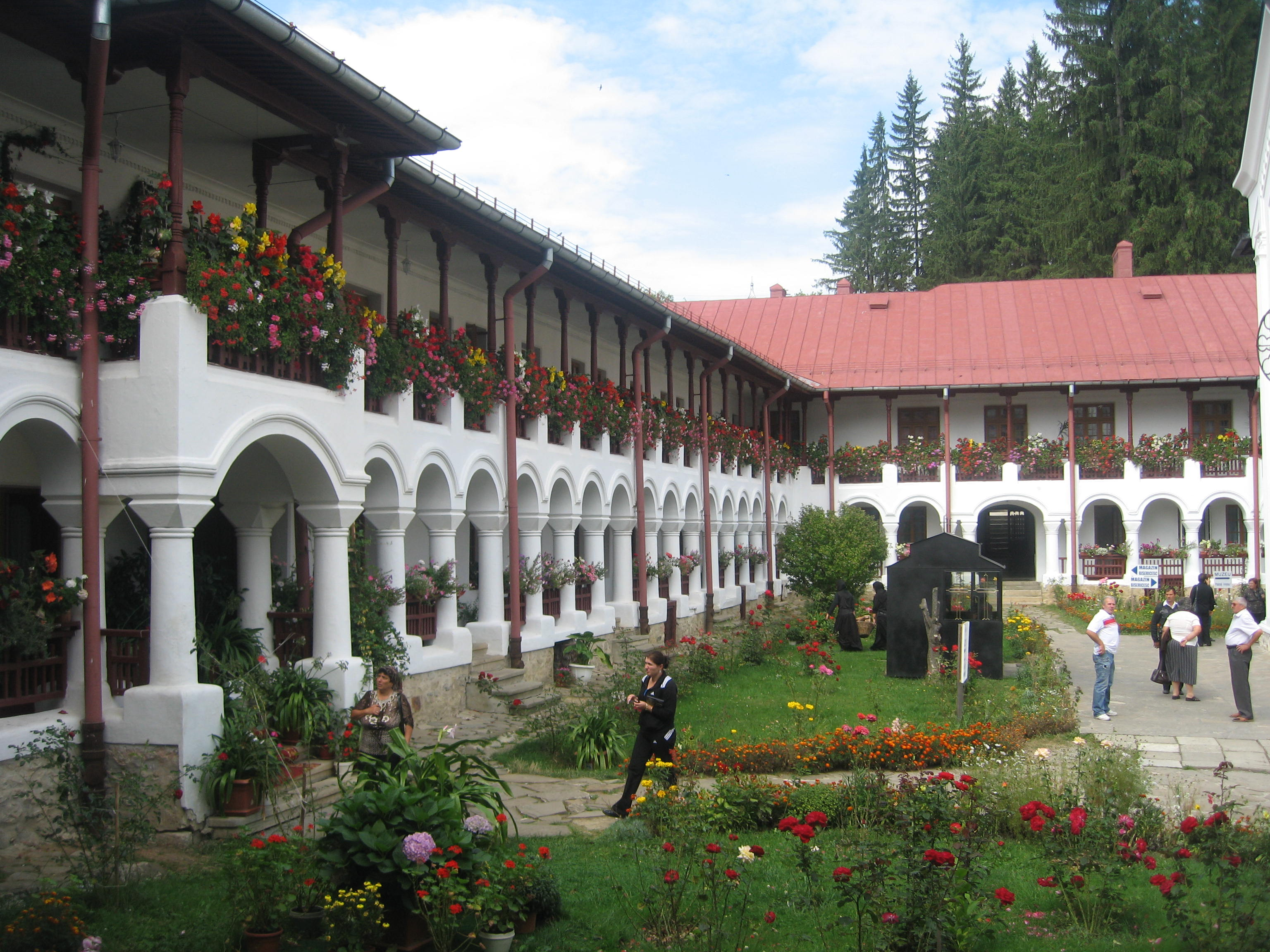
Curtea interioară a Mănăstirii Agapia (chilii)
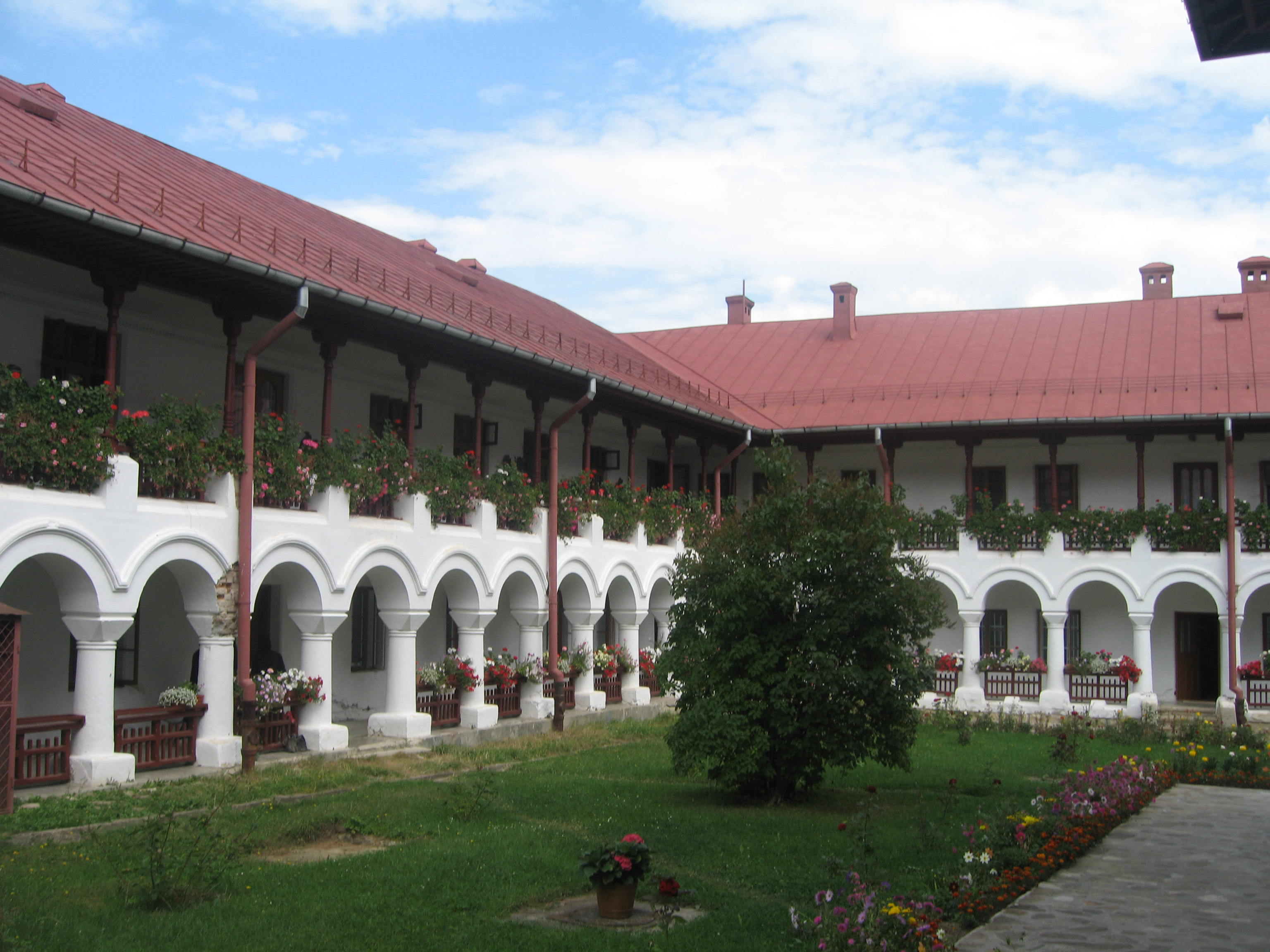
Curtea interioară a Mănăstirii Agapia (chilii)
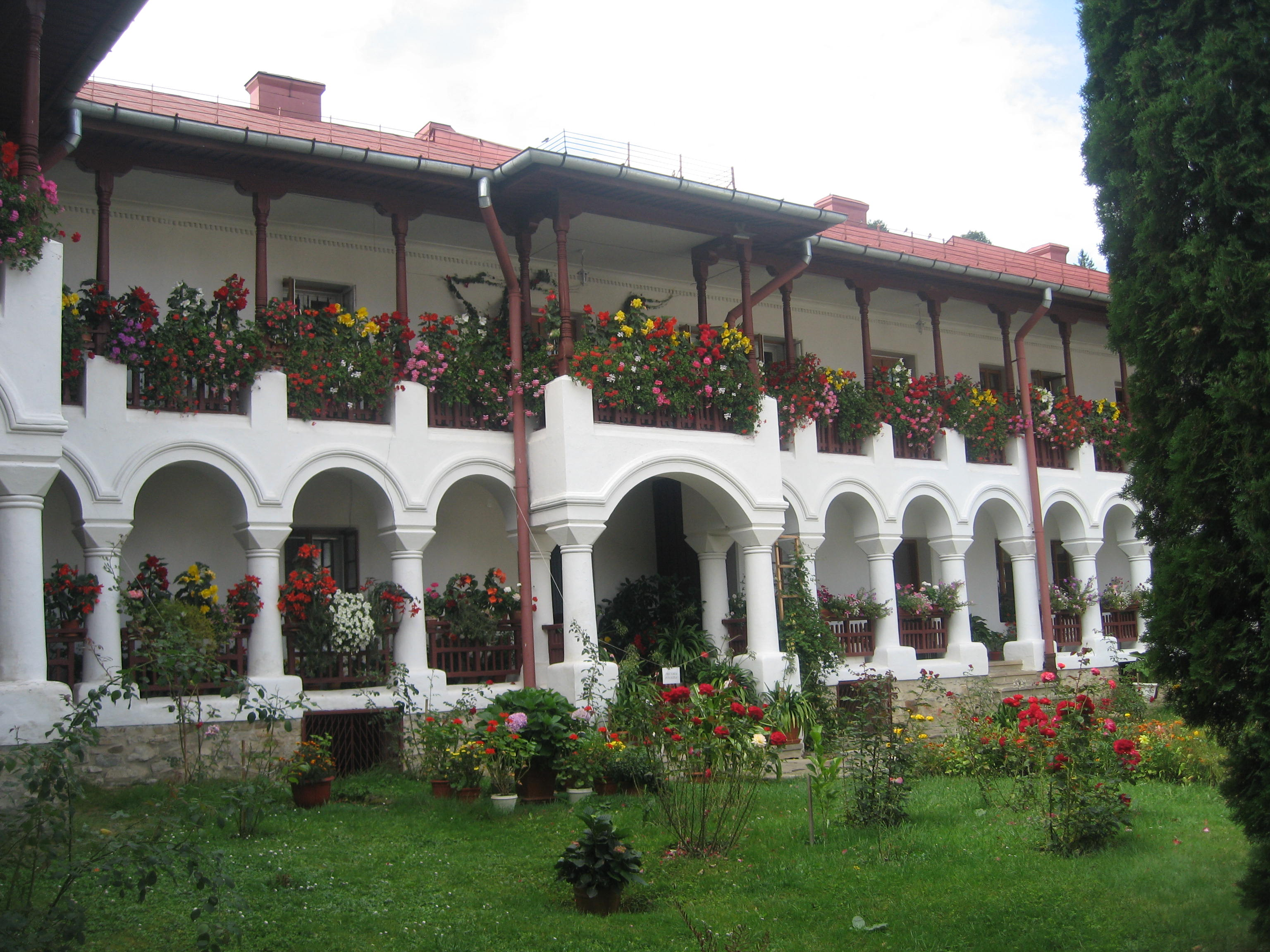
Curtea interioară a Mănăstirii Agapia (chilii)
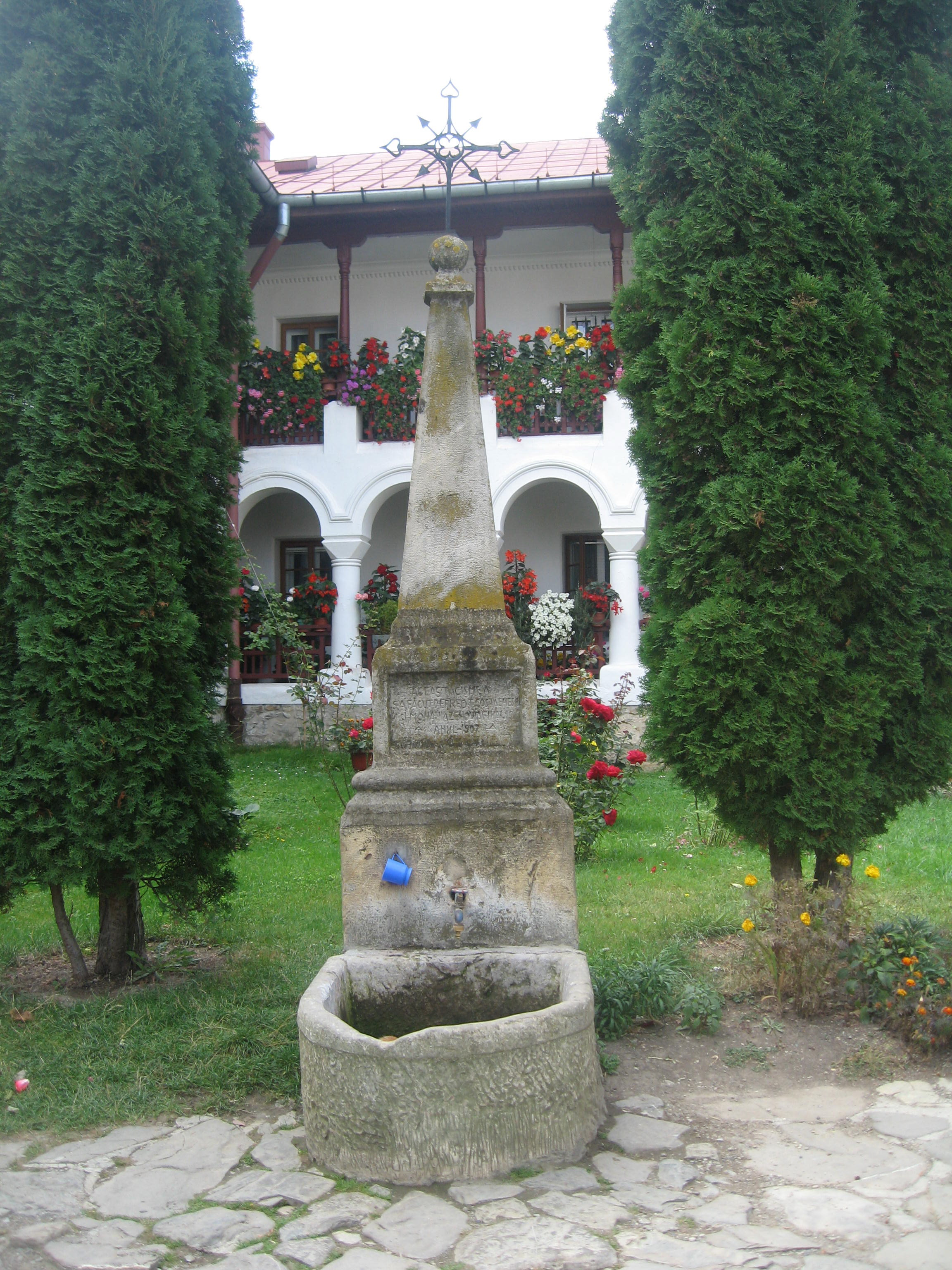
Cișmea făcută în 1907 de preotul Costăchescu și monahia Zenovia Enache
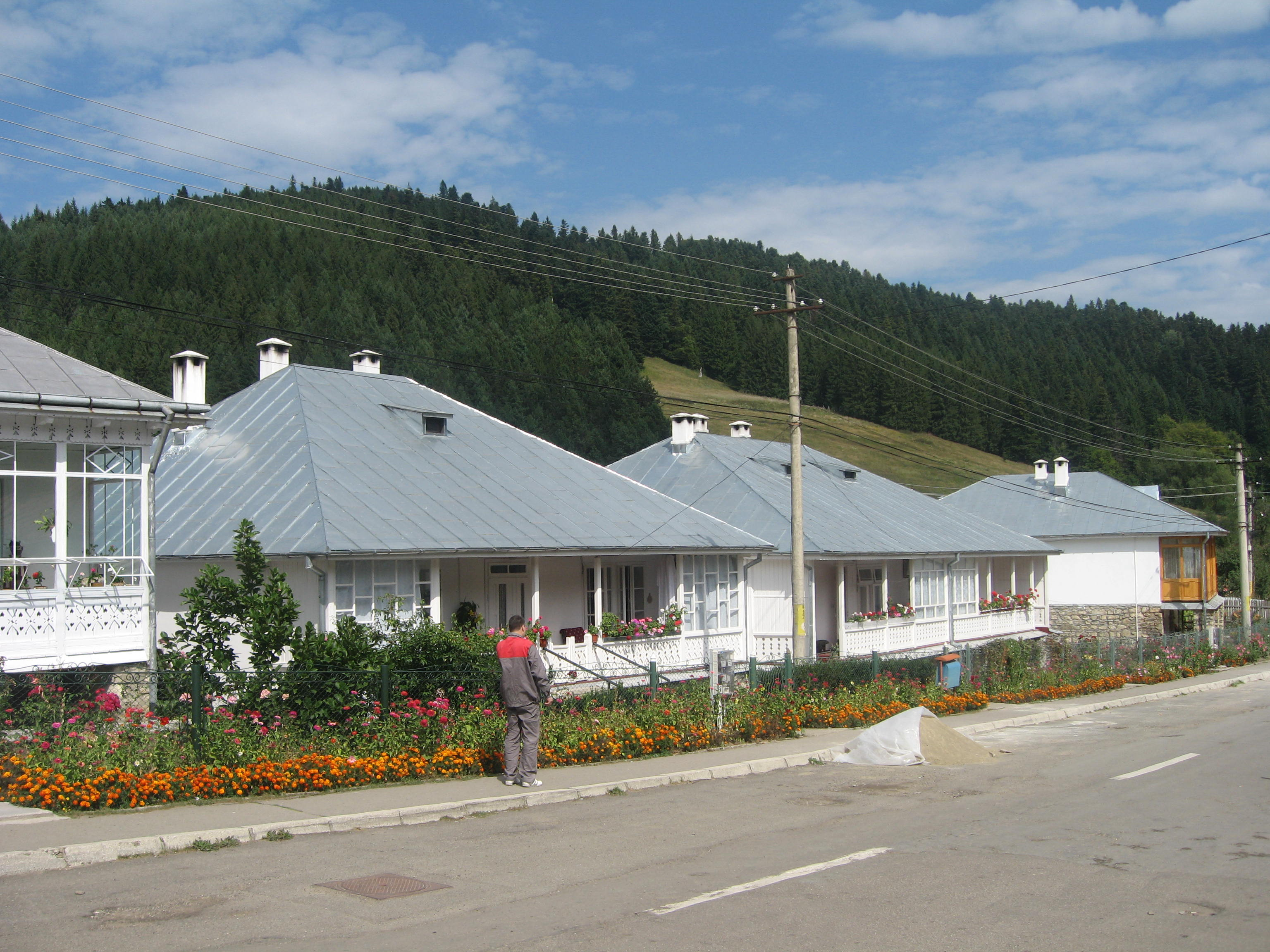
Chilii în afara incintei
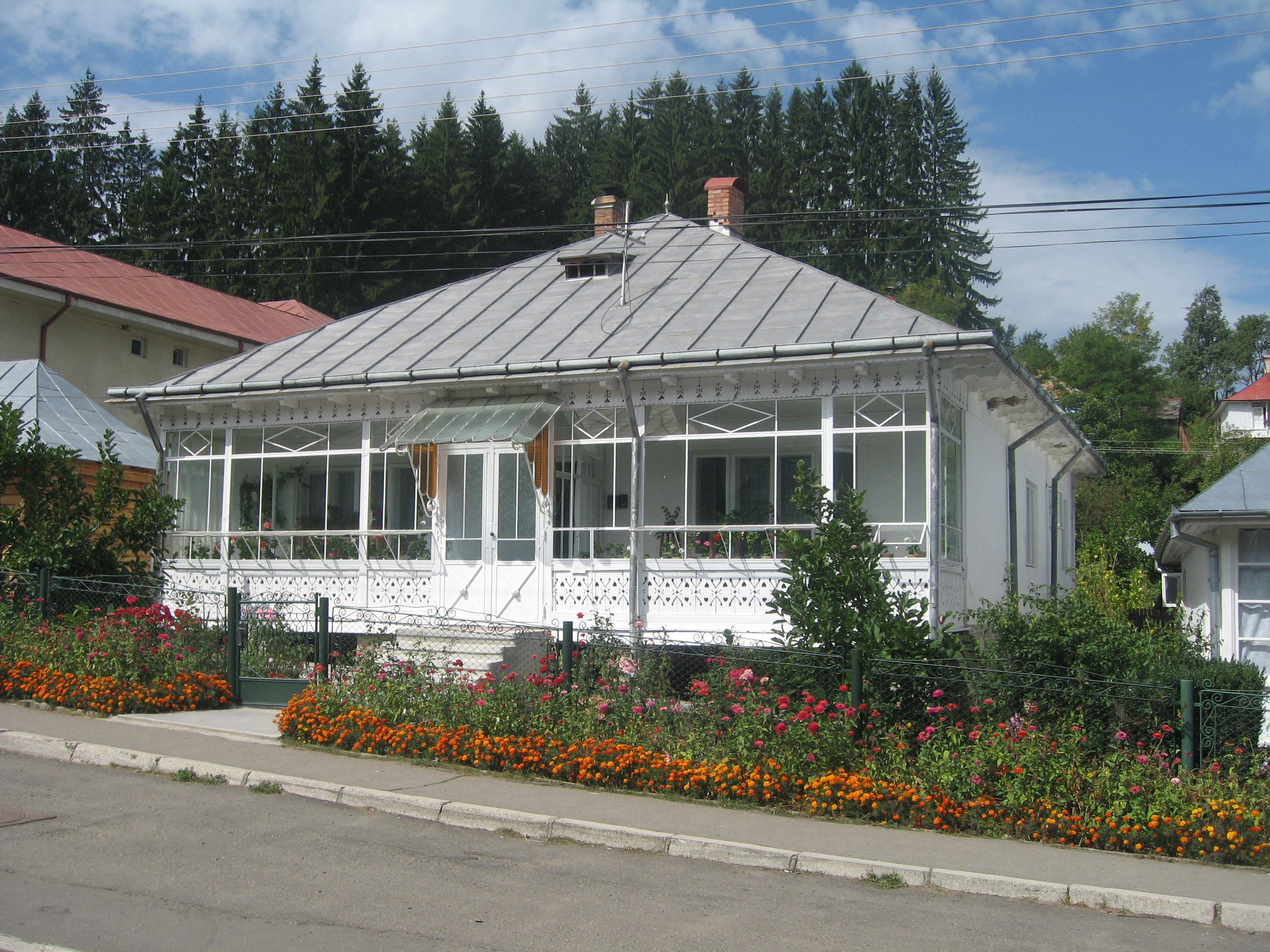
Chilie în afara incintei
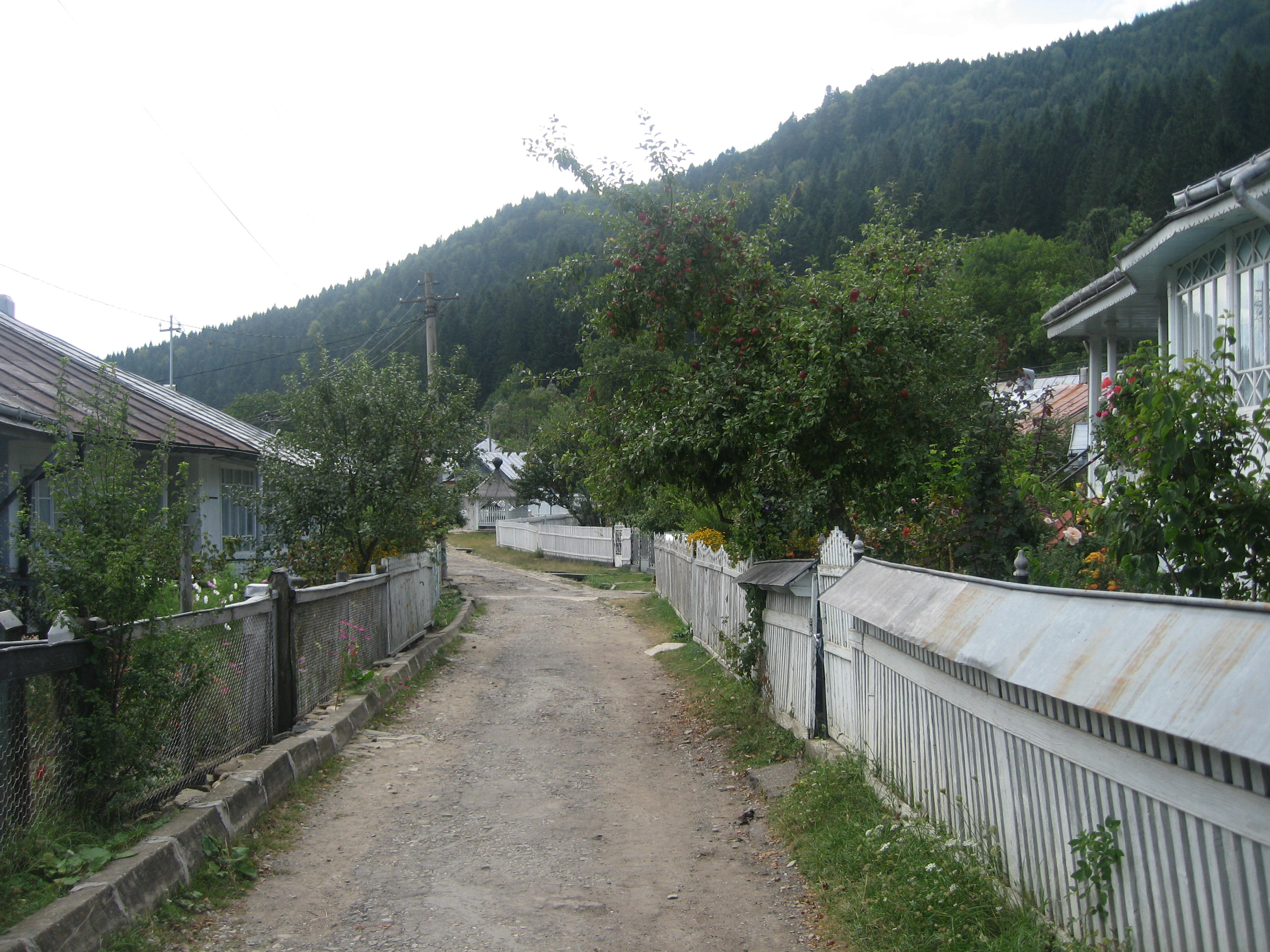
Uliță cu chilii
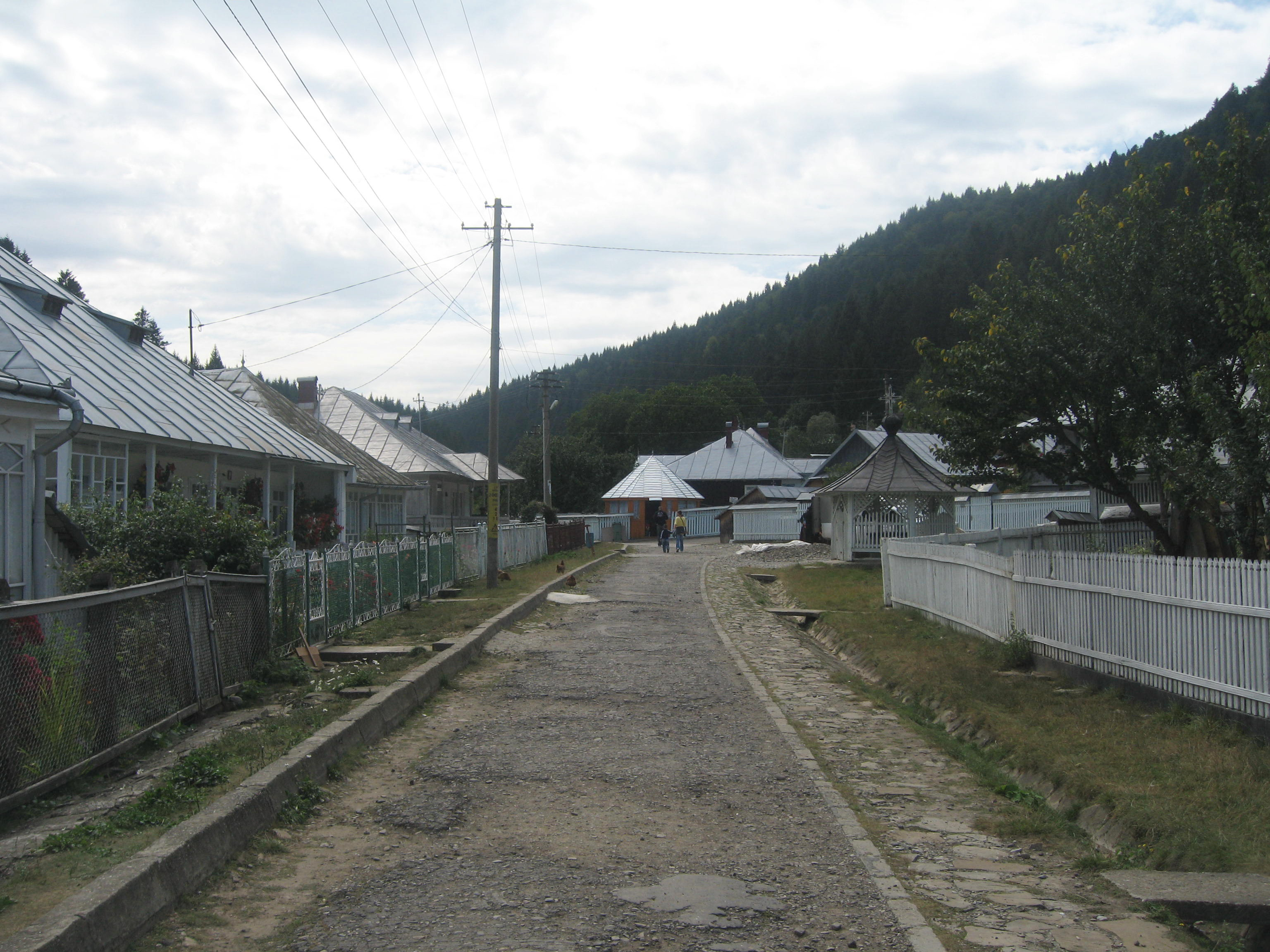
Uliță cu chilii
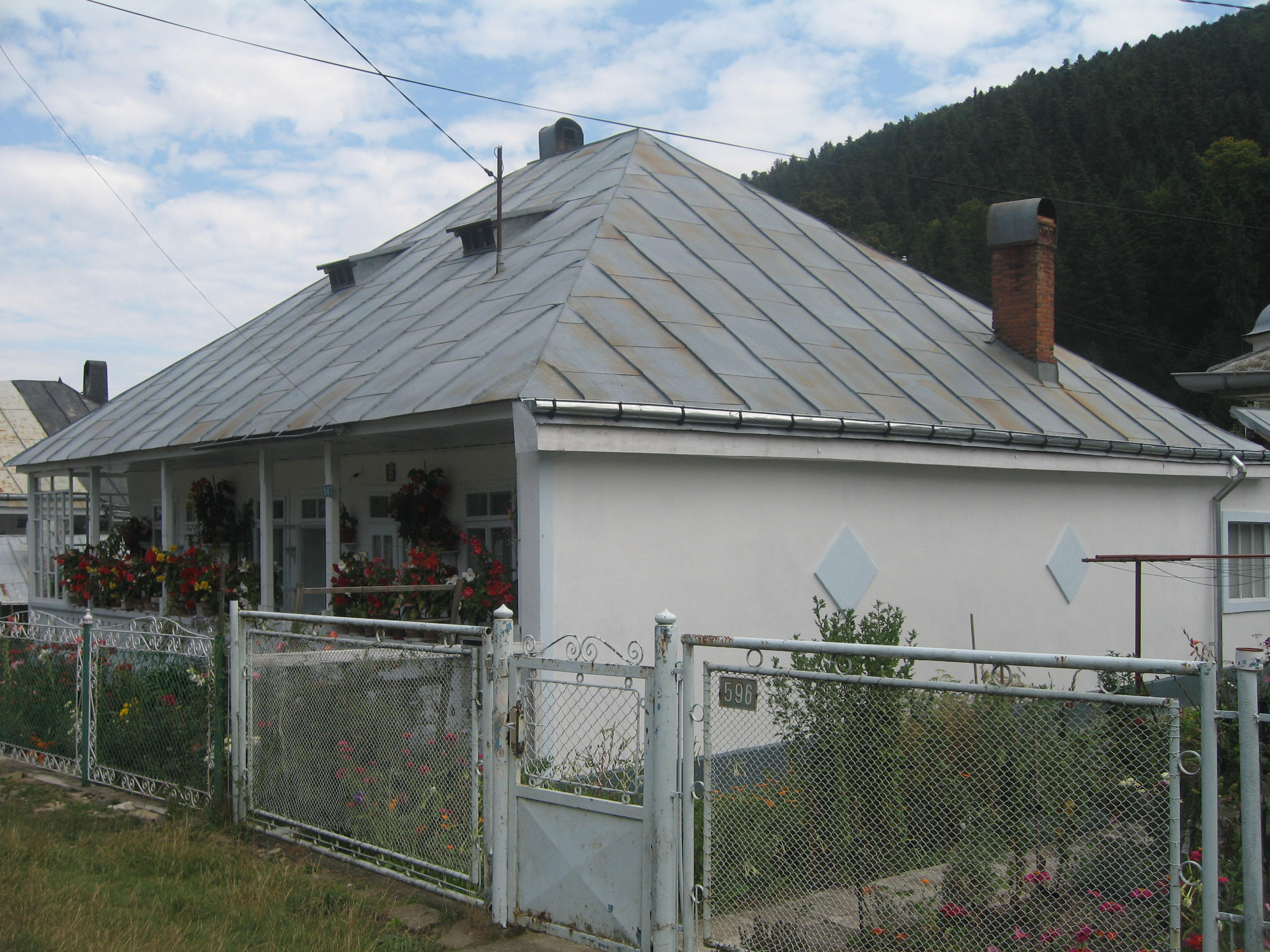
Chilie în afara incintei
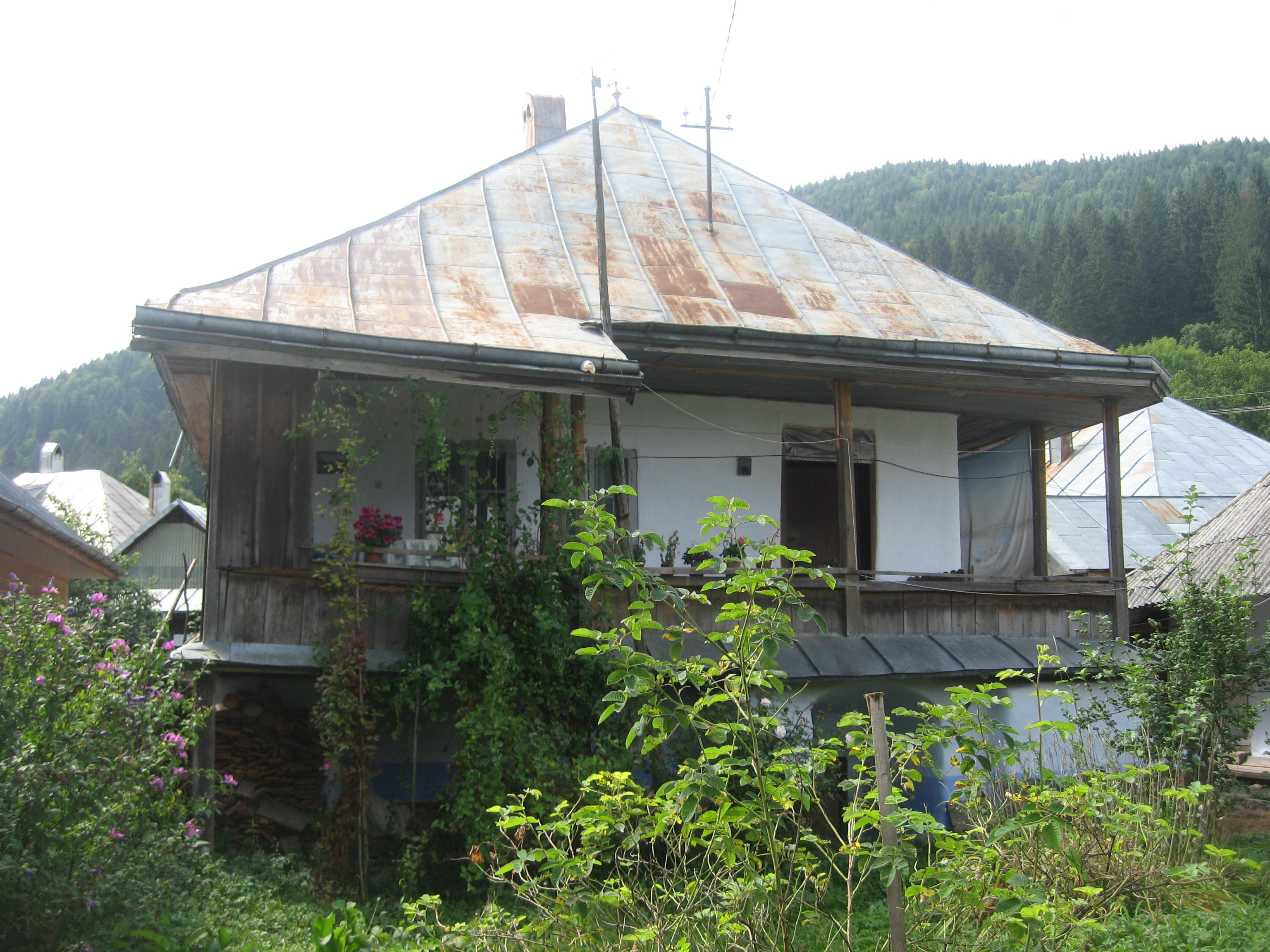
Chilie în afara incintei